# Вторая англо-афганская война
Втора́я а́нгло-афга́нская война́ (англ. Second Anglo-Afghan War, пушту  د افغان-انګرېز دويمه جګړه‎) — война Британской империи с целью установления контроля над Афганистаном, произошедшая с 1878 по 1880 годы. Как и в первую англо-афганскую войну 1838—1842 годов, англичане начали вторжение в Афганистан вследствие недовольства его ориентацией на Россию. В 1878—1879 годах англо-индийские войска под командованием генерал-майора Фредерика Робертса, разгромив афганскую армию в нескольких сражениях, захватили Джелалабад, Кандагар и перевал Шутагардан. Потерпев поражение, эмир Шир-Али, оставив власть своему сыну Якуб-хану, бежал в 1878 году в русские владения.
Якуб-хан, став новым эмиром Афганистана, 26 мая 1879 года заключил Гандамакский договор, по которому уступил Англии часть своей пограничной территории и допустил в Кабул английского резидента, Луи Каваньяри. Через несколько месяцев, 3 сентября 1879 года резидент был убит вместе со своей свитой, что повлекло за собой вторую фазу войны. Кабул и Кандагар были заняты английскими войсками, Якуб-хан отрёкся от престола и бежал под защиту британцев в Индию. Через два месяца афганцы восстали, осадили британскую армию в Шерпурском кантонменте около Кабула, но решающий штурм кантонмента был отбит, и афганцы сняли осаду.
В это время Абдур-Рахман, бежавший от Шир-Али в Самарканд в 1870 году, но продолжавший следить за событиями на родине, решил снова попытать счастья в борьбе за престол. Весной 1880 года он покинул Самарканд и появился в Афганском Туркестане, где вскоре собрал значительное число сторонников. По предложению командования британской армией для переговоров с Абдур-Рахманом был отправлен английский чиновник Лепель Гриффин. Эти переговоры вызвали недовольство Мухаммеда Аюб-хана, двоюродного брата Абдур-Рахмана, который контролировал Герат. В июле 1880 года его армия направилась на восток, к Кандагару и Газни, и нанесла англичанам поражение в сражении у села Майванд. Аюб-хан осадил Кандагар, но у стен города он был разгромлен подошедшими из Кабула войсками генерала Робертса и бежал обратно в Герат. 11 августа 1880 года генерал Дональд Стюарт передал укрепления Кабула Абдур-Рахману и приступил к выводу войск из Северного Афганистана, который был завершён 1 сентября. В апреле 1881 года был завершён вывод британских войск из Кандагарской провинции.
Итогом войны стало установление дружественных отношений с Афганистаном и присоединение к британским владениям округа Пишин. Вместе с тем, были испорчены отношения с многими приграничными афганскими племенами, что породило долговременные пограничные проблемы.

## Предыстория
В 1842 году завершилась Первая англо-афганская война, к власти в Афганистане вернулся эмир Дост Мухаммед, но если до войны в Афганистане находился британский посланец Александр Бёрнс, то теперь Британия лишилась своего представителя в этой стране. В 1848 году Дост Мухаммед поддержал сикхов в их войне с англичанами (Второй англо-сикхской войне), но сикхи были разбиты, а Пенджаб стал провинцией Британской Индии. Между Индией и Афганистаном было заключено несколько договоров, и в Кабуле некоторое время находился британский представитель индийского происхождения, но Дост Мухаммед умер в 1863 году, и в Афганистане началась борьба между его преемниками за власть, в которой Индийское правительство придерживалось нейтралитета. К 1869 году к власти в Афганистане пришёл эмир Шир-Али, который попытался наладить дружественные отношения с Британским правительством и даже совершил визит в Индию. Он не смог добиться гарантий своей власти на случай новой гражданской войны, но сам факт приёма поднял его авторитет в Азии.
По словам Арчибальда Форбса отношения Шир-Али с вице-королём Индии были дружественными, но не близкими. Целью британской политики было создание сильного, дружественного государства в Афганистане, с которым, при определённых обстоятельствах можно было бы совместно оборонять подступы к Индии.
Одновременно шли переговоры между Британией и Россией, в ходе которых Афганистан был признан нейтральной территорией и были оговорены его границы. Однако 12 июня 1874 года сэр Генри Фрир, бывший губернатор Бомбея, отправил в британский Иностранный департамент по делам Индии письмо, в котором советовал пересмотреть британскую политику: занять и укрепить город Кветта и отправить в Афганистан британские миссии. В частности, он предлагал заслать миссию в Герат, который удерживал мятежный сын эмира, Якуб-хан, что означало отказ от политики признания единства Афганистана. Лорд Лоуренс (бывший вице-король Индии) высказался категорически против этого предложения, но всё же Иностранный департамент сообщил индийскому правительству, что, несмотря на отсутствие угроз со стороны России, следует предпринять меры предосторожности и заслать британские миссии в Герат, Кандагар и Кабул. Лорд Нортбрук, вице-король Индии, ответил, что момент для этого не подходящий. Последовало длительное обсуждение этого вопроса, которое затянулось до самого конца правления лорда Нортбрука.

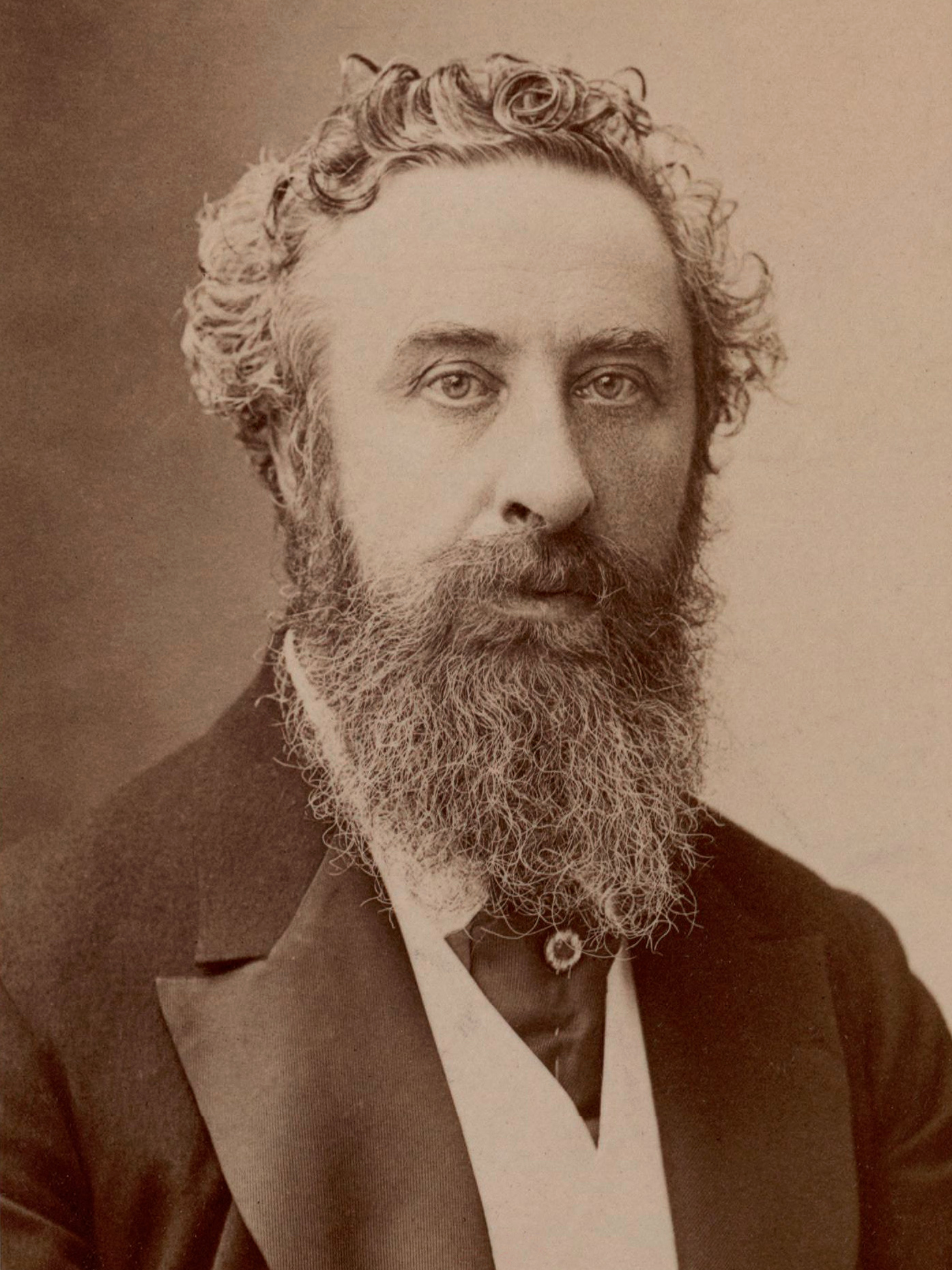
Лорд Литтон

Политика Индийского правительства изменилась, когда в Калькутту прибыл новый вице-король, лорд Литтон. Он прибыл 5 апреля 1876 года, а уже 5 мая афганскому эмиру было предложено принять Льюиса Пелли как постоянного представителя. Афганское правительство отказало, ссылаясь на опасность лично для посланца и из тех соображений, что в случае принятия британского посланца придётся принимать и российского. Но в официальном письме эмир ответил уклончиво и не отказывая напрямую. Лорд Литтон был весьма недоволен таким ответом, хотя некоторые члены Правительственного Совета обратили его внимание, что эмир отказал на совершенно законных основаниях. Последовала переписка по этому вопросу, а в октябре 1876 года лорд Литтон обсудил ситуацию с афганским посланцем. На этих переговорах Литтон требовал уже не только допуска британских миссий, но и открытия Афганистана для всех британцев — как официальных, так и неофициальных лиц. Военный историк полковник Генри Батерст Ханна, автор трёхтомного исследования по истории этой войны, писал, что на этих переговорах лорд Литтон формулировал свои взгляды на удивление прямолинейно и грубо.
Агрессивную политику лорда Литтона разделяли не все члены Правительственного Совета Индии. Из шести членов совета против подобных мер были трое: Генри Норман, Уильям Мьюир и Артур Хобхауз, и только после их смещения Литтон добился полной поддержки Совета.
Шир-Али в итоге согласился обсудить предложения лорда Литтона и для этого отправил своего лучшего дипломата, Нур-Мухаммада, на переговоры в Пешавар. В январе—феврале 1877 года прошла так называемая «Пешаварская конференция», на которой Льюис Пелли представлял британскую сторону. Афганская сторона отклонила все требования британской, а затем сам Нур-Мухаммед, здоровье которого было очень плохим, скончался. Генерал Робертс писал, что известия о провале переговоров и о смерти своего лучшего дипломата привели Шир-Али в ярость, он объявил, что у него не осталось никакого иного выбора, кроме как вести войну, и что он объявил британцам джихад. По мнению полковника Ханны этим сведениям Робертса можно верить, хотя нет никаких подтверждений тому, что эмир действительно объявил джихад.

### Миссия Столетова
В апреле 1877 года Россия объявила войну Турции, и началась русско-турецкая война. Когда русская армия приблизилась к Константинополю, британский министр Дизраэли призвал парламент принять меры предосторожности на случай обострения конфликта: были выделены 6 миллионов фунтов на военные расходы, Средиземноморская эскадра вошла в Константинополь, а на Мальту были переброшены войска из Индии. В ответ на это российское правительство приказало мобилизовать армию в Туркестане, а в Кабул была отправлена миссия во главе с генералом Н. Г. Столетовым. Врачом при миссии состоял И. Л. Яворский.
В те же дни в Берлине собрался Берлинский конгресс великих держав, на которых были пересмотрены итоги русско-турецкого (Сен-Стефанского) соглашения, согласованы позиции Англии и России, и в итоге 13 июля стороны пришли к мирному соглашению. Но эти новости прибыли в Туркестан с опозданием. Афганское правительство пыталось задержать Столетова в пути, ссылаясь на траур по случаю смерти губернатора Мазари-Шарифа, но несмотря на это, Столетов 22 июля прибыл в Кабул. 26 июля произошла официальная встреча с эмиром, на которой Столетов сделал эмиру некие предложения в устной форме. До Индийского правительства доходили отдельные слухи об этих переговорах, но ничего не говорило о том, что Шир-Али готов склониться на сторону России. Столетов тоже оказался в сложном положении, потому что получил сведения о результатах Берлинского конгресса и теперь ему надо было постараться не нарушить достигнутое мирное соглашение. 24 августа Столетов покинул Кабул, а 16 сентября уже был в Ташкенте.

### Миссия Чемберлена

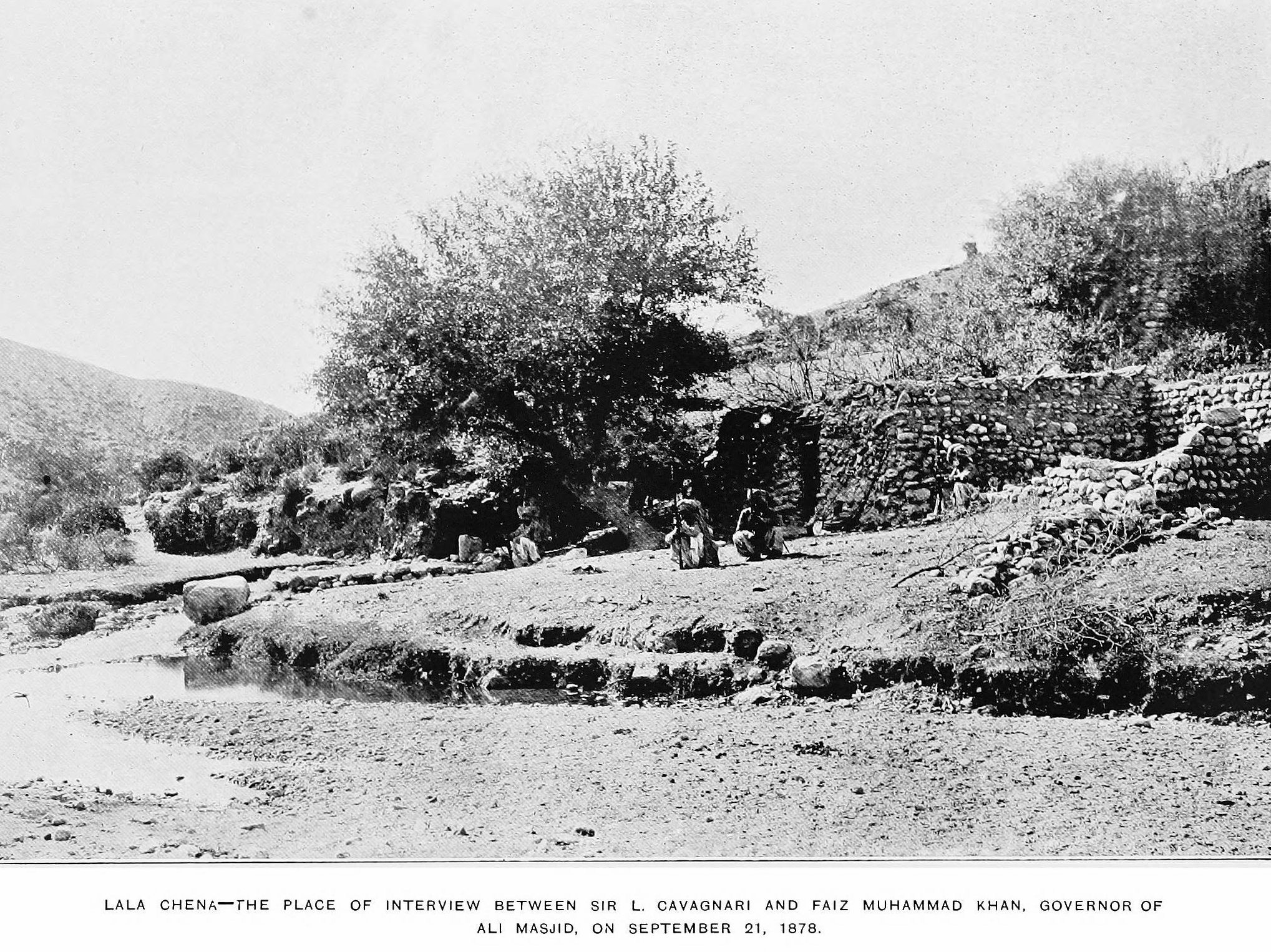
Фотография места, где Каваньяри встречался с Фаиз-Мохамедом

7 июня лорд Литтон отправил лорду Грэнбруку, новому госсекретарю по делам Индии, телеграмму с сообщением о миссии Столетова и затем регулярно уведомлял лорда о событиях и настаивал на отправке ответной британской миссии в Афганистан. Лорд Грэнбрук был настроен менее решительно, но в августе дал своё согласие на отправку миссии. Литтон избрал главой миссии Невилла Чемберлена, главнокомандующего Мадрасской армии, а консультантом при нём был назначен майор Каваньяри. В Кабул отправили гонца с предупреждением о миссии, а Литтон тем временем составлял для Чемберлена инструкции. 12 сентября Шир-Али принял гонца, которому сообщил, что не сможет принять миссию из-за траура по умершему сыну. Из этого следовало, что он в принципе готов её принять через какое-то время.
В это время Чемберлен вступил в переписку с губернатором пограничной крепости Али-Масджид Фаиз-Мохамедом, надеясь добиться его разрешения на проход миссии, но получил отказ. Тогда майор Каваньяри предложил оставить миссию в Джамруде, а самому подойти к крепости и изучить ситуацию. Лорд Литтон дал своё согласие, и 21 сентября Каваньяри отправился к крепости. В миле от форта афганцы остановили его, пригрозив открыть огонь. Начались переговоры, на которых присутствовали британский офицер, представители местных племён и два индийца. Каваньяри просил Фаиз-Мохамеда не брать на себя ответственность за остановку миссии, но тот всё равно не дал согласия и пообещал открыть огонь, если миссия попробует пройти вопреки его запрету. Каваньяри вернулся в Джамруд, откуда телеграфировал лорду Литтону. Миссия была распущена. Лорд Литтон счёл отказ Фаиз-Мохаммеда явным проявлением враждебности, достаточным для объявления войны.
Литтон, однако, надеялся ещё достичь своих целей дипломатическим давлением, но в конце октября он получил от Шир-Али ответ на своё письмо от 14 августа. Эмир жаловался на слишком жёсткий тон британских дипломатов в те дни, когда он охвачен горем по умершему родственнику, и утверждал, что он не настроен враждебно к англичанам, но если они настроены враждебно, то он вручает себя в руки Бога и готов ко всем последствиям. Это письмо делало войну практически неизбежной, и Литтон предложил Лондону свой план действий: занять Курамскую долину и Хайберский проход. Последующее наступление на Кабул и Кандагар он предлагал отложить до весны 1879 года, поскольку уже приближалась зима. Эти предложения были обсуждены на собрании кабинета министров Великобритании 25 октября. Премьер-министр Бенджамин Дизраэли столкнулся с противодействием министров, которые были смущены перспективой неожиданной войны, но он настаивал на захвате Хайбера и Курама. Его поддержал лорд Грэнбрук, который даже считал предложения Литтона недостаточными. В итоге было решено послать эмиру ультиматум, а в случае отказа начать наступление на Хайбер, Курам и Кандагар.
31 октября Литтон отправил эмиру ультиматум: он требовал незамедлительно принять британскую миссию и отправить в Индию эмиссара с извинениями по поводу задержки миссии Чемберлена. Если 20 ноября эмир не ответит согласием, то с этого дня он будет считаться врагом. По словам историка Брайана Робсона, отказ Великобритании от политики невмешательства произошёл из-за российской экспансии в Средней Азии; британские политики решили, что эмир всё больше склоняется на сторону России и проверили его отношение переговорами о миссии. После неудачи всех переговоров прибытие Столетова стало последней каплей, которое склонило министров к решению о начале войны.

### Театр боевых действий

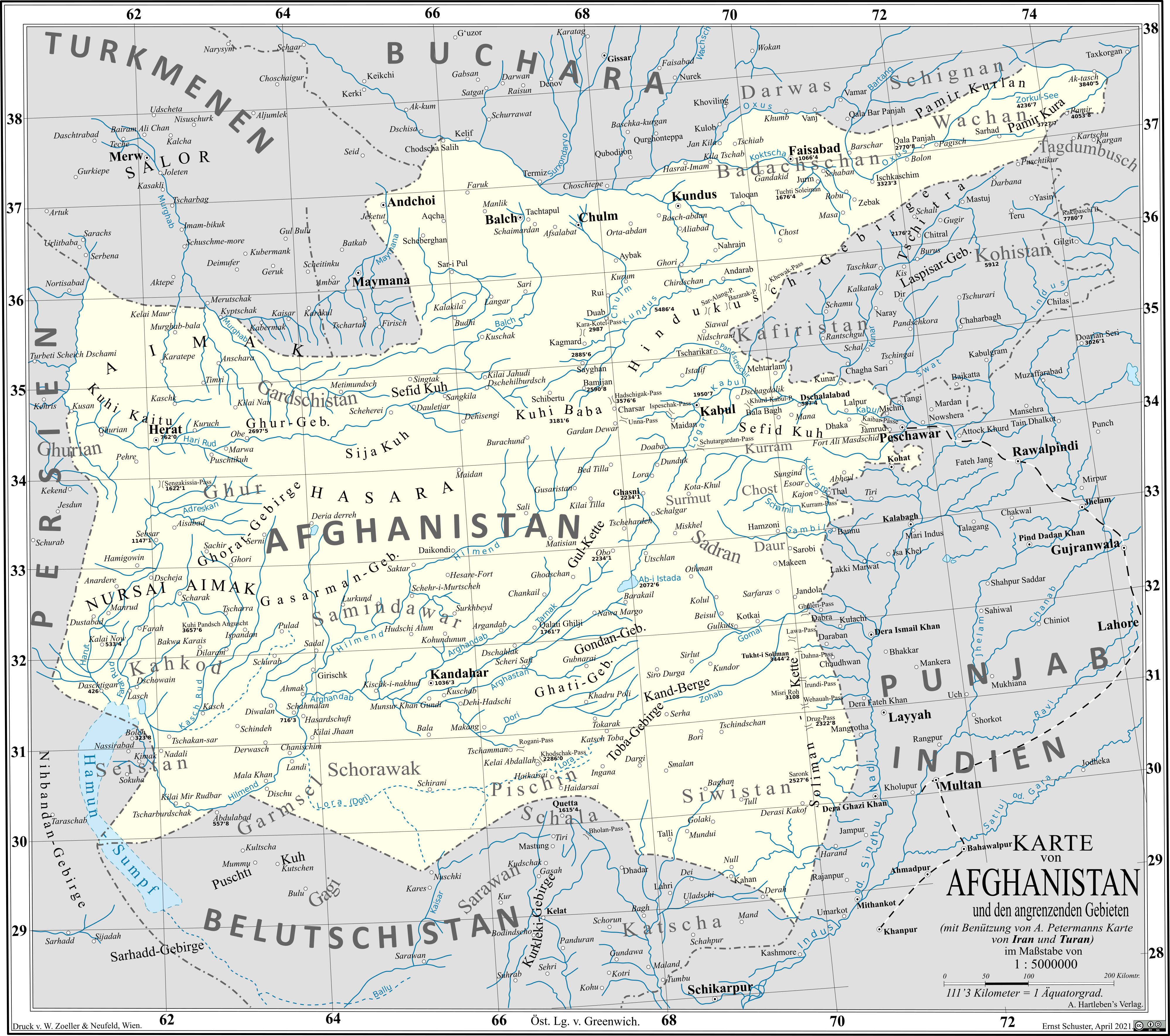
Афганистан в 1875 году

Территория, на которой предстояло действовать британской армии составляла около 200 000 квадратных миль, то есть немного больше Франции. На этой территории находились пустыни, горы и высокогорья, а температура варьировалась от экстремальной жары до арктического холода. Первым делом армии предстояло перейти пустыни. За пустынями проходили несколько горных хребтов. Пять проходов пересекали эти хребты: Хайбер, Курам, Гумал, Тал-Чотиали и Болан. Первые два позволяли выйти к Кабулу, последние два к Кандагару, а проход Гумал вёл к Газни, который находился посередине между Кабулом и Кандагаром. Все проходы были труднопроходимы, но Хайберский был самым удобным: он был наиболее коротким и проходимым в любое время года. Он был ближе всего к Пешавару, где находилась одна из баз британской армии. За горами находились афганские высокогорные плато, из которых самым высоким было плато около Газни.
На территории Афганистана проживали примерно 4 500 000 человек, подконтрольных Шер-Али и ещё примерно 1 500 000 человек представляли собой независимые племена. Примерно 500 000 человек составляли таджики-сунниты, а 200 000 — тюрки-шииты. 300 тысяч были индусами, а 3 миллиона — афганцами-пуштунами. Армия Шир-Али в то время насчитывала 72 пехотных батальона (50 000 человек) и 25 кавалерийских полков (10 000 сабель). Но этой армии не хватало опытных офицеров и в последующей войне она будет менее эффективна, чем афганское ополчение. Афганская артиллерия была элитным родом войск, который размером и качеством снаряжения мог представлять серьёзную опасность. Она состояла из двух батарей тяжёлой артиллерии в слоновой упряжке, 22 конно-артиллерийских батарей, 18 горных батарей и 7 батарей полевой артиллерии в бычьей упряжке. Разведка сильно недооценила количество казнозарядных орудий, при том, что большинство британских орудий были дульнозарядными. Кроме этого, на вооружении армии имелось 7000 казнозарядных винтовок Снайдера, а все остальные ружья были дульнозарядными винтовками Энфилда. У афганцев были большие запасы боеприпасов и впоследствии, захватив эти запасы в Кабуле, генерал Робертс был удивлён их количеством и качеством.
Эмир Шир-Али не рассчитывал на успех в этой войне, никак к ней не готовился и даже не сконцентрировал армию, не перебросил под Кабул войска из Герата и Афганского Туркестана. Он только распорядился усилить гарнизоны Хайберского ущелья и Курамской долины, но это решение было принято поздно и к началу войны ещё не все подкрепления прибыли на место.

### План наступления
Индийское правительство только в начале августа 1878 года запросила совета у главнокомандующего Фредерика Хейнса относительно предстоящей войны. На тот момент предполагалось занять только Курамскую долину и Кандагар. Не предполагалось походов за Гильменд или за Калат, и не предполагалось вторжения через Хайберский проход. Хейнс посоветовал первым делом усилить гарнизон Кветты с 1800 до 5400 человек. Он предложил по возможности не использовать мусульманские части в войне против Афганистана и провести небольшую отвлекающую демонстрацию в Хайберском проходе. Для наступления на Кандагар он предлагал сформировать армию в 13 000 человек при 45 орудиях и дивизию в 6000 человек для охраны коммуникаций. Для захвата Курамской долины он рекомендовал сформировать отряд в 4030 человек при 12 орудиях. После инцидента с миссией Чемберлена лорд Литтон отдал приказ на формирование Курамского и Кандагарского отрядов и на усиление Кветты.
Представления лорда Литтона и Хейнса по поводу предстоящей войны сильно различались. Первый старался избежать полноценного «вторжения» в Афганистан, надеясь ограничиться оккупацией Курама и Кандагара для давления на Шир-Али. Он был готов и на боевые действия в Хайберском проходе, но не на марш к Кабулу. В то же время генерал Хейнс считал такие меры недостаточными. Если политический расчёт Литтона окажется неверен, то, по его мнению, придётся вести полномасштабную войну, к которой надо готовиться уже сейчас.
9 октября генерал Фредерик Робертс начал формировать Курамский отряд. «Настроения мусульман-сипаев, которые составляли большинство в четырёх из шести моих полков, давали повод для беспокойства, — писал потом Робертс, — я знал, что их не особо радует перспектива участия в войне против своего единоверца, правителя Афганистана, и что муллы уже предлагают им дезертировать». В конце октября майор Каваньяри предложил лорду Литтону сформировать ещё один отряд, чтобы захватить крепость Али-Масджид, конфликт около которой и привёл к началу войны. Это предложение понравилось Литтону, но против него категорически возражал главнокомандующий Мадрасской армии лорд Чемберлен, который считал, что наступать на Али-Масджид рискованно, и даже в случае успеха это не даст никаких преимуществ. Однако лорд Литтон настоял на своём решении, и был разработан план нападения на крепость силами 51-го сикхского пехотного полка, усиленного за счёт войск Пешаварского гарнизона. Литтон был совершенно уверен в успехе и не предусмотрел никаких мер на случай поражения.
В начале ноября Литтон, наконец, согласился на наступление через Хайбер до Дакки и распорядился сформировать дивизию под командованием генерала Мода. Но вскоре план снова поменяли: было велено сформировать две дивизии. Первую под командованием Сэмуэля Брауна, для наступления на Дакку и вторую под командованием Мода, для охраны коммуникаций. В итоге, к моменту начала войны предполагалось начать наступление армией в 40 000 человек, которые были распределены следующий образом:
- Пешаварский отряд, 16 200 человек при 48 орудиях.
- Курамский отряд, 6650 человек при 18 орудиях.
- Отряд в Кветте, 5500 человек при 18 орудиях.
- Кандагарская колонна, 7300 человек при 60 орудиях.
- Кандагарская резервная дивизия, 3900 человек при 24 орудиях.
  - Итого: 39 550 человек при 168 орудиях.

## Первая фаза войны

### Сражение при Али-Масджид

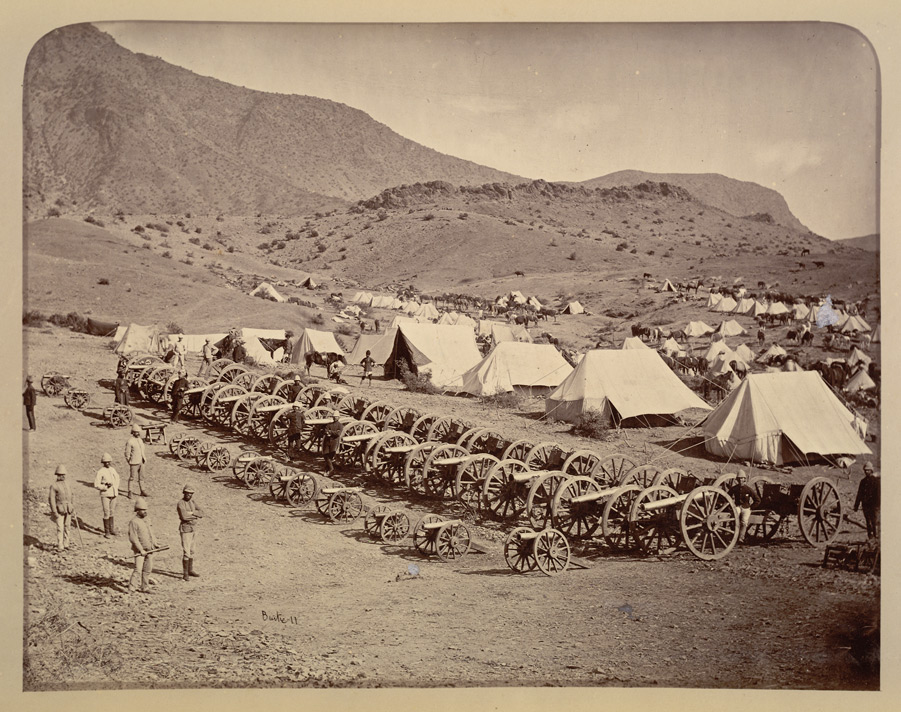
Афганские орудия, захваченные при Али-Масджид

Пешаварский отряд Брауна был сформирован последним из трёх отрядов, но ему предстояло первым начать боевые действия и захватить форт Али-Масджид в девяти милях от британского форта Джамруд. Корпус разведчиков изучил подступы к форту 23 октября, а сам генерал Браун провёл рекогносцировку 16 ноября. Форт оказался сильным укреплением, и его удерживали примерно 3700 афганцев при 24 орудиях, но эту позицию можно было обойти через соседнюю Лашорскую долину. Браун решил отправить 1-ю и 2-ю бригады в обход, а силами 3-й и 4-й бригад подойти к форту с фронта. 19 ноября были отданы приказы о наступлении. Предполагалось атаковать форт 21 ноября в 13:00 одновременно с двух сторон.
20 ноября 1878 года в 17:20 бригады Макферсона и Титлера выступи из Джамруда и начали марш по Лашорской долине, тем самым начав боевые действия второй англо-афганской войны. У бригад сразу начались проблемы: тропа была узкой и извилистой, в темноте идти по ней становилось всё труднее, и отряд Макферсона начал выбиваться из графика. Обозы с продовольствием двигались медленнее, чем было рассчитано, из-за чего к концу перехода наступающие оказались без еды. На следующее утро бригады возобновили движение, но в 13:00 были ещё далеко от форта Али-Масджид.
Между тем генерал Браун, не зная о проблемах обходной колонны, выступил из Джамруда 21 ноября в 07:00 и начал марш к Али-Масджид тремя колоннами. Первые выстрелы англо-афганской войны прозвучали в 10:00, когда рядовые 81-го пехотного полка обстреляли афганский патруль. Около 11:00 британцы начали занимать высоты около форта, а вскоре артиллерия открыла огонь по форту с дистанции 2500 метров. Афганская артиллерия открыла довольно точный огонь, но афганцы использовали ядра, а не снаряды, и их обстрел был малоэффективен. В 14:30, не дождавшись признаков появления обходных бригад, Браун приказал начать фронтальную атаку, но к 17:00 афганцам удалось остановить наступающих. Так как обходная колонна всё ещё не появлялась, Браун приказал отступить. Утром 22 ноября наступление началось снова, но выяснилось, что ночью афганцы покинули позицию.

### Взятие Дакки и Джелалабада

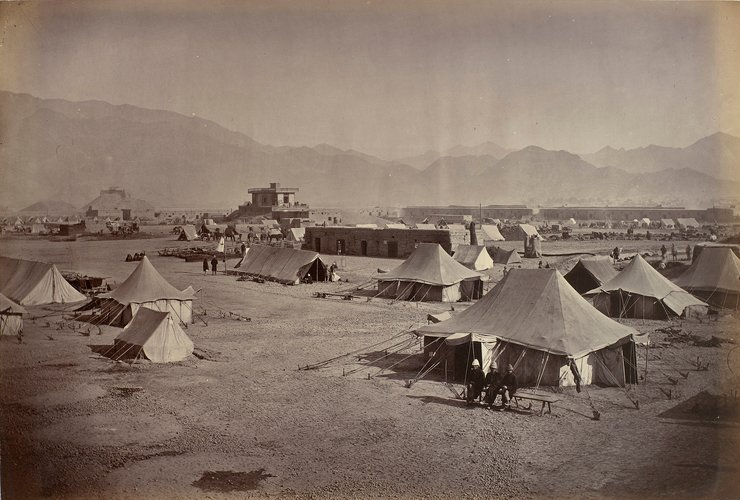
Британская армия в Дакке

После взятия Али-Масджида генерал Браун должен был оставить в Хайберском проходе заслон и отвести войска на британскую территорию, но он решил изучить местность к западу и 24 ноября выступил в сторону Кабула с 10-м гусарским полком, артиллерийской батареей, 14-м фирозпурским сикхским полком и отрядом сапёров. Пройдя весь Хайберский проход он решил уже встать на ночёвку в селе Лунди-Хана, когда узнал что афганцы покинули форт Дакка. Браун боялся, что окрестные племена разграбят форт, поэтому отправил полковника Дженкинса и майора Каваньяри с небольшим отрядом, чтобы занять форт к ночи. Но отряд опоздал, и всё имущество форта оказалось разграблено. 25 ноября Браун прибыл в форт с основными силами. Он сразу разослал кавалерию для выявления запасов провизии и фуража, разместил пикеты вокруг форта и укрепил прилегающий хребет. Но несмотря на все эти предосторожности, афганцы всё равно нападали на обозы, пикеты и лошадей на водопое. Чтобы сократить расходы провизии Браун отправил назад в Индию 14-й сикхский полк, как наиболее пострадавший от болезней.
Вскоре стало известно, что афганская армия покинула город Джелалабад. А так как командование направило в Афганистан и дивизию генерала Мода, то теперь армии требовалось больше продовольствия и фуража, и это вынуждало её переместиться к Джелалабаду. Были и политические соображения: надвигалась зима, перевал Шутагардан мог стать непроходим, и тем самым исчезала возможность угрожать Кабулу со стороны Курамской долины. Это означало, что наступление на Кабул надо было вести с иного направления. 17 декабря Браун передал командование в Дакке бригадному генералу Джону Титлеру и выступил на Джелалабад с бригадами Макферсона, Дженкинса и Гофа. Марш прошёл безо всяких помех, и через несколько дней Браун занял город, очень маленький и грязный, чьи укрепления были снесены в 1842 году по приказу генерала Поллока. В Джелалабаде не было ни торговли, ни производства, а население насчитывало всего 3000 человек. С первых же дней Брауну пришлось заниматься улучшением санитарных условий в городе, осушать и укреплять место под лагерь и строить мост через реку Кабул. За этими занятиями постепенно прошёл декабрь.

### Наступление колонны Робертса

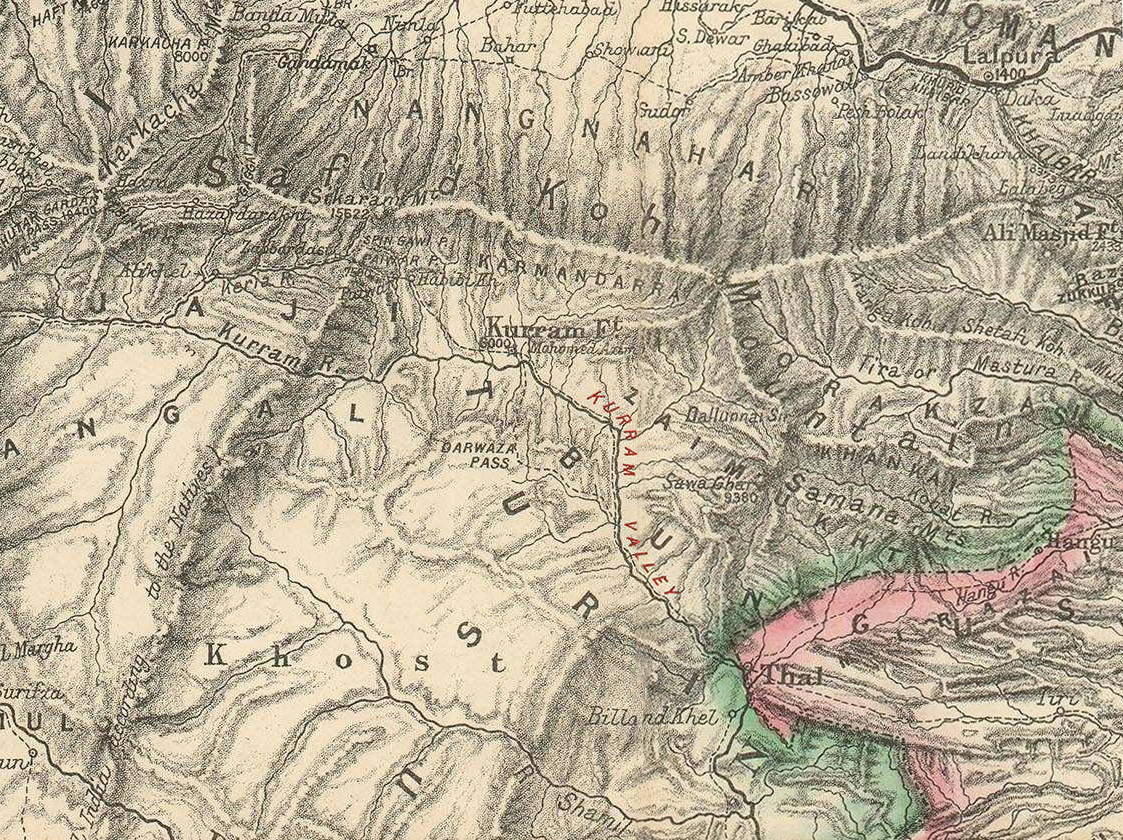
Курамская долина на карте 1880 года

Курамский отряд Фредерика Робертса (Kurram Valley Field Force) наступал через Курамскую долину к перевалу Пейвар-Котал. Путь отряда пролегал через Талла и Кохат. Оба города находились на британской территории, но население этого региона вполне могло взбунтоваться и перерезать британские коммуникации. Сама Курамская долина была населена пуштунским племенем тури, которые были шиитами, состояли в плохих отношениях с Кабульскими властями и на их помощь в войне можно было рассчитывать. Но тури со всех сторон были окружены враждебными и агрессивными племенами (займухт и африди).
Гарнизон Кохата был слаб, а ближайшая база снабжения находилась в Равалпинди за Индом. Робертсу предстояло разбить сильного противника, действуя в 136 милях от своей базы, и одновременно охранять свои коммуникации, и для этого в его распоряжении было всего 6 индийских и один британский пехотный полк, два кавалерийских полка, одна батарея конной артиллерии и две батареи горных орудий. При этом 4 из 6 индийских полков имели большой процент пуштунов, которых было рискованно использовать в войне с афганцами, а личный состав 8-го пехотного полка был сильно ослаблен болезнями.
Под вопросом были и способности самого Робертса. Со времени восстания сипаев он занимал штабные должности и никогда не командовал войсками в полевых условиях. Он был близок к Литтону и явно получил это назначение по его протекции.
Робертс добился того, что к его отряду присоединили 23-й сапёрный, 72-й горский и 28-й пенджабский туземный пехотный полки, но его отряду всё ещё не хватало тягловых животных. В итоге 15 ноября 1878 года Курамский отряд (разделённый на бригаду Кобба и бригаду Телвалла) Робертса вошёл в Талл, а 18 ноября в Талл прибыл и сам Робертс. 20 ноября его отряд бы готов вступить в Афганистан. В распоряжении Робертса было 150 офицеров, 5500 рядовых, 950 лошадей и 17 орудий.
21 ноября отряд Робертса вступил на афганскую территорию: кавалерия и 29-й бенгальский пехотный полк перешли реку и заняли Ахмед-и-Шама. 22 ноября авангард переместился в Хазар-Пир, а 1-я бригада вошла в Ахмед-и-Шама. 25 ноября авангарды подошли к Курамским фортам, где стало известно, что афганская армия (примерно 1800 человек при 12 орудиях) покинула форты и отступила на запад, в горы. Британские инженеры восстановили форты и превратили их в госпиталь и склад. Небольшой отряд был оставлен Робертсом для охраны фортов, а остальными силами, которые сконцентрировались у фортов, он продолжил наступление на запад 27 ноября.
Узнав от шпионов, что афганцы покидают перевал Пейвар-Котал, Робертс решил сходу овладеть перевалом, хотя впоследствии утверждал, что это была всего лишь разведка боем. Его отряд, наступая по тесным ущельям, встретился с афганской армией на сильной позиции, оказался в опасном положении и вынужден был отступить. Несколько дней ушло на рекогносцировку, и 1 декабря Робертс предложил офицерам свой план: половина его отряда должна была имитировать фронтальную атаку, а вторая половина под командованием самого Робертса, должна была обойти левый фланг афганской позиции.
На рассвете 2 декабря началось сражение за Пейвар-Котал: колонне Робертса удалось атаковать фланг противника и захватить подряд три позиции, но афганцы отступили за глубокое ущелье. В это время вторая колонна бросилась в атаку с фронта и быстро захватила перевал. Афганская армия оставила свою позицию.

### Бои в долине Хоста
После захвата Курамской долины войска Робертса оказались в сложном положении, на большом удалении от своих баз, с ненадёжными коммуникациями, и обстоятельства требовали укрепить позиции прежде продолжения боевых действий, но нетерпеливый Робертс уже через три недели собрал отряд в 2082 человека при 8-ми орудиях для наступления на долину Хоста. Этот отряд состоял из эскадрона 10-го гусарского, части 5-го бенгальского кавполка и 72-го пехотного полка (200 человек), 21-го и 28-го пенджабских пехотных полков. У англичан не было карт Хоста, но разведка показала, что местность в основном открытая и доступная для кавалерии. Афганский губернатор Хоста Мохамед-Акрам-Хан был готов передать долину британцам без сопротивления. 2 января 1879 года отряд Робертса выступил из Хазир-Пира и встал лагерем в Джеди-Майдане. 3 января наступление замедлилось в основном из-за сложного рельефа.
Робертс с авангардом отряда ушёл вперёд и встал лагерем в Балке, где простоял целый день, дожидаясь обозов. В этот день неизвестным был зарезан офицер 28-го пехотного. 5 января отряд пришёл в Хуби, где Робертс встретился с губернатором Хоста, а 6 января отряд пришёл в местечко Матун, где губернатор формально передал Робертсу управление Хостом, но предупредил, что, несмотря на мирное настроение жителей Хоста, соседние племена мангалов уже приближаются со всех сторон. В ночь на седьмое января нападений не последовало, но на утро Робертс обнаружил, что мангалы наращивают силы. По его приказу 5-й пенджабский кавполк рассеял один из афганских отрядов, но в это время афганцы атаковали британский лагерь с северо-запада. Афганцы подступили к лагерю со всех сторон, кроме западной, ввиду чего Роберт приказал впоследствии разрушить все прилегающие деревни, кроме западных. Серией атак англичане выбили противника из деревень, потеряв за весь день 3 человек убитыми и 4 ранеными. Афганцы потеряли примерно 80 человек убитыми и ранеными.
Впоследствии Робертсу пришлось давать объяснения по поводу сожжённых деревень, и он сказал, что это было военной необходимостью, поскольку он был далеко от своих баз, и силы его были невелики, и ему требовалось принимать жёсткие меры для подавления протестов. Полковник Ханна считал, что это говорит лишь о некомпетентности Робертса, который начал экспедицию в Хост с недостаточными для того силами.
В последующие дни Робертс укрепил лагерь, перенёс провизию в Матунскую крепость и назначил майора Коллинза комендантом крепости, выделив ему 21-й пенджабский полк в качестве гарнизона. 13 января англичане приступили к исследованию и картографированию долины Хоста, и завершили все работы за три дня. Между тем крупные силы афганцев стали угрожать британским постам у Пейвар-Котала и в Курамской долине. Одновременно у отряда Робертса начались проблемы со здоровьем, участились случаи дизентерии и пневмонии. Робертс стал думать о том, как вывести армию из Хоста. 22 января в его лагерь прибыл Султан-Хан, один из рода Садазаев, который вызвался удержать Хост, опираясь на собственное влияние и небольшой отряд афганцев-тури. 25 января Робертс официально передал ему власть в долине, а 28 января его отряд начал марш в Курамскую долину. Мангалы сразу же окружили Матунскую крепость, поэтому Робертсу пришлось утром 29 января вернуться с двумя эскадронами кавалерии и двумя пехотными полками в Хост. В 9:30 он был у Матунской крепости, эвакуировал гарнизон и запасы провизии, и 30 января его отряд уже был в Хазир-Пире.
Поход на Хост оказался дорогостоящим и неудачным в основном по вине Робертса. Инструкции требовали от него занять Хост, но он начал поход слишком рано, с недостаточными силами, не успев как следует укрепить свои базы в Курамской долине. Робертс вполне мог быть разбит в долине Хоста, но его спас сухой сезон и отсутствие способных лидеров среди афганцев. Если бы зимние дожди привели к наводнениям на реках и рисовых полях, а афганцы мешали бы его коммуникациям, то Робертс, у которого было запасов провизии всего на 15 дней, был бы вынужден покидать Хост в исключительно сложных условиях.

### Наступление на Кандагар

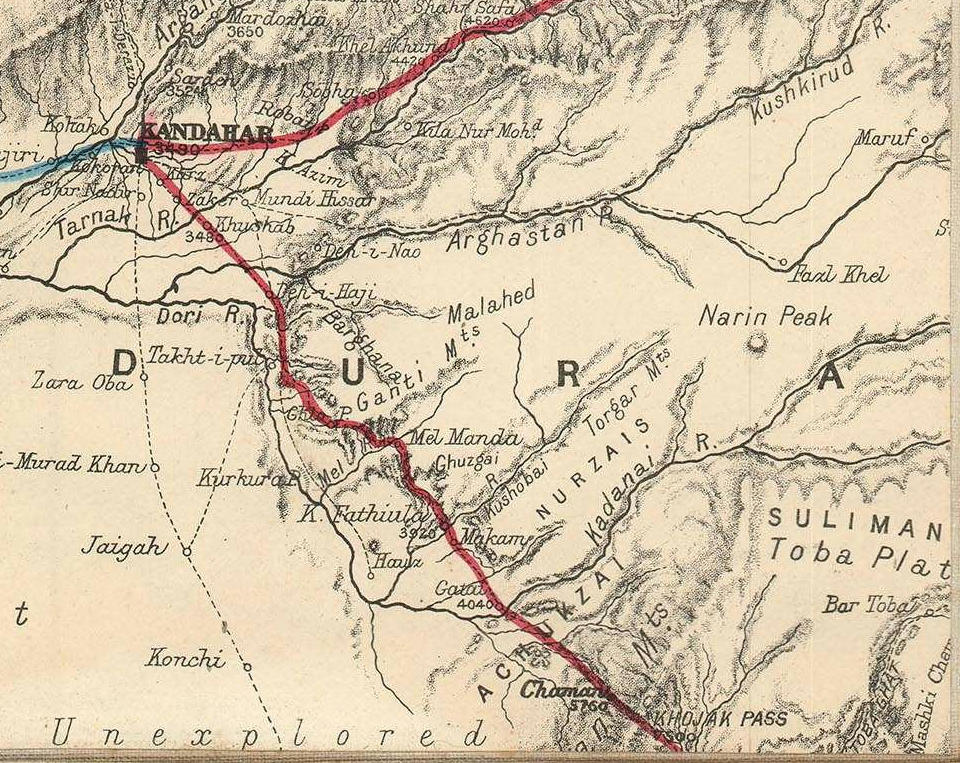
Маршрут наступления Кандагарского отряда

Утром 21 ноября 1878 года, когда началось вторжение Пешаварского и Курамского отрядов, часть Кандагарского отряда генерала Майкла Биддальфа выступила из лагеря у селения Кушлак, перешла афганскую границу и заняла селение Харамзай на реке Какар. 27 ноября отряд перешёл горный хребет и вступил в область Пишин. Разведка проверила перевал Ходжак, сочла его наиболее удобным проходом в Кандагарскую провинцию, поэтому 12 декабря Биддальф возобновил марш, встал лагерем у перевала, а сапёры привели в порядок дорогу через Ходжакское ущелье. 13 декабря полковник Кеннели с полком пехоты и полком кавалерии прошёл перевал и занял селение Чаман. Через несколько дней в Кветту прибыл генерал Дональд Стюарт и принял у Биддальфа командование войсками в Южном Афганистане.
К началу 1879 года две дивизии Кандагарского отряда Дональда Стюарта стояли около Чамана. 1 января они начали марш к Кандагару и три дня шли по необитаемой пустыне двумя параллельными дорогами. 4 января у Мел-Манда два британских авангарда столкнулись с афганским отрядом и, после небольшой перестрелки, отбросили их назад к Кандагару. Это небольшое столкновение стало единственный боем на пути к Кандагару. Британцы потеряли несколько человек ранеными, афганцы — около ста убитыми и ранеными.
6 января две дивизии соединились, а 7 января вышли к селу Кушаб в 8 милях от Кандагара. Две кавалерийские бригады генерала Чарльза Генри Пэлиссера двигались впереди, прикрывая наступление. В этот день к Стюарту пришла делегация жителей Кандагара, которая сообщила, что губернатор, Сирдар Мир-Афзул, бежал в Герат, что афганский гарнизон города разбежался, а сами жители готовы подчиниться британским властям. Стюарт решил незамедлительно организовать триумфальное вступление в Кандагар и рано утром 8 января его колонна выступила к городу, но из-за пересечённой местности только в 16:00 передовые отряды вошли в Шикапурские ворота. Они прошли через весь город на север до центральной площади, здесь по ошибке пошли по дороге к цитадели, что создало непредвиденную задержку, но затем вернулись к Кабульским воротам и вышли из города на северо-восток. Задумывая этот марш через Кандагар Стюарт рисковал, отправляя армию в большой непроверенный город, но помимо этого, он не предпринял мер предосторожности: не взял под охрану ворота и цитадель, и не убедился, что афганские военные действительно покинули город.
В Кандагаре ещё оставались бывшие афганские солдаты и религиозные фанатики, а британцам не удалось своевременно принять меры по наведению порядка в городе, из-за чего в первые дни на улицах были убиты и ранены несколько человек. Тогда охрана ворот была усилена, введены патрули на улицах, и нападения постепенно прекратились. Одновременно Стюарт планировал дальнейшее наступление и старался обеспечить безопасность Кандагара в своё отсутствие. Чтобы смягчить протестные настроения он назначил губернатором пуштуна-мусульманина Гуляма Хусейн-Хана, а майора Оливера Сент-Джона назначил советником. В городе был оставлен гарнизон: 3 артиллерийские батареи, 1-й пенджабский кавалерийский полк, часть 59-го пехотного полка, 6 рот 26-го бенгальского пехотного полка и 4 роты 12-го бенгальского пехотного полка. Всего 1735 человек при 14 орудиях. Ещё 466 человек находились в госпитале.

### Поход на Калат

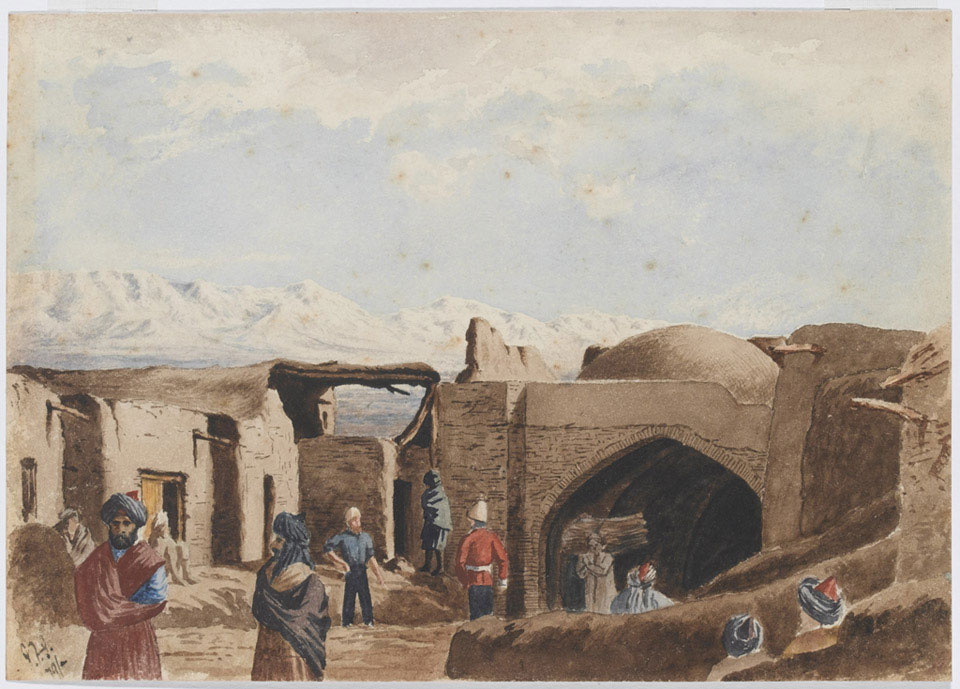
Кандагарские ворота Калата, акварель Джона Ирвина, лейтенанта 59-го пехотного полка, 1879

Из Кандагара армии Стюарта должны были наступать на Калат и Гиришк. Изначально Стюарт предполагал наступать и дальше, на Герат и Газни, но проблемы со снабжением заставили его пересмотреть свои планы. 15 января 1879 года 1-я дивизия Кандагарского отряда выступила на город Калат. Дивизия состояла из трёх бригад и артиллерии, и насчитывала 4182 рядовых и офицеров при 5119 сопровождающих гражданских:
- 4 артиллерийские батареи, 22 орудия
- Кавалерийская бригада генерала Фэйна: 15-й Его Величества гусарский полк[англ.], 8-й бенгальский кавполк[англ.], 19-й уланский полк (конница Фэйна)[англ.]
- 1-я бригада генерала Бартера: 90-й стрелковый полк, 15-й бенгальский туземный пехотный полк (Лудхианские сикхи)[англ.], 25-й (Пенджабский) бенгальский пехотный полк[англ.]
- 2-я бригада генерала Хьюза: 59-й пехотный полк[англ.], 3-й гуркхский полк, 4 роты 12-го бенгальского пехотного полка[англ.].

Впереди, на расстоянии дневного перехода, шла кавалерия, затем штаб дивизии и 2-я бригада. Расстояние в 84 мили было поделено на 8 переходов. Идти пришлось по равнинной местности, но постепенно холодало, дули сильные ветры, а у военных не было тёплой одежды. Из-за проблем с продовольствием армия жила на половинных рационах. К концу 6-го дня пало так много верблюдов в обозе, что Стюарту пришлось оставить в селении Джалдак весь госпиталь. 20 января кавалерийский авангард занял Калат, а 22 января в город вошли основные силы отряда. Ранее в Калате стоял гарнизон размером в 600 или 700 человек, но они все ушли в Газни, забрав с собой все запасы продовольствия. Британские инженеры пришли к выводу, что Калат хорошо укреплён, но в случае сопротивления его можно было бы легко взять штурмом. Дивизия простояла в Калате 11 дней, посвятив всё это время добыче продовольствия. Афганцы неохотно продавали товары, из-за чего пришлось прибегать к реквизициям. Стюарт отправил два небольших отряда назад в Кандагар, поручив им по пути исследовать две долины, но и там у жителей едва хватало продовольствия для себя самих.
На 11-й день, не получив приказа наступать далее на Газни, Стюарт решил вернуться назад в Кандагар. Но из-за нехватки тягловых животных ему пришлось оставить в Калате генерала Хьюза с частью 19-го уланского, 12-го бенгальского пехотного, 9-й роты сапёров и минёров вплоть до передачи Калата гильзайским лидерам. 2 февраля дивизия прибыла в Джалдак, откуда ей пришлось идти в Кандагар под ливнями и снеговой бурей, двигаясь очень медленно ввиду недостатка тягловых животных, и только 28 февраля дивизия вернулась в Кандагар.
В своей книге Генри Ханна указывал, что поход на Калат был рискованным и бессмысленным, и Стюарт, как следует из его корреспонденции, это сознавал, но он пошёл на это по личной инициативе, без приказа сверху. Он полагал, что лучше наступать, чем сидеть без дела в Кандагаре, а также «чтобы показать русским, что мы можем идти, куда хотим, даже в зимнее время». Ханна писал, что такое мышление свойственно скорее школьнику, чем генералу британской армии. «Что он мог показать русским, кроме того факта, что в стране наподобие Афганистана армия цивилизованного государства действительно может идти куда хочет, но как долго она останется в захваченном месте зависит… от её способности добывать продовольствие и от погодных условий».

### Экспедиция на Гильменд
Занять город Гиришк на реке Гильменд было поручено 2-й дивизии Кандагарского отряда под командованием генерала Майкла Биддальфа. После выделения части сил в гарнизон Кандагара дивизия насчитывала 3035 рядовых и офицеров и 2087 сопровождающих гражданских, и имела следующий состав:
- 3 артиллерийских батареи, 12 орудий
- Кавалерия: 2-й пенджабский кавполк[англ.] и 3-й синдский полк иррегулярной кавалерии[англ.].
- Пехота: 70-й пехотный полк[англ.], часть 19-го пенджабского пехотного[англ.], 29-й собственный герцога Коннаутского бомбейский туземный пехотный полк[англ.], 32-й сапёрный полк[англ.], и 5-я и 10-я роты сапёров и минёров.

В Гиришк из Кандагара вели две дороги, одна в 76 миль, а вторая 74 (122 и 119 км). Биддальф изучил первую и отправил инженеров исправлять её. 14 января кавалерия Палисьера заняла Кокеран, 18 января было занято Синджири, 23 января Ата-Казер. Биддальф двигался медленно, попутно собирая весь фураж, который был доступен. 31 января он вышел к долине Гилменда. На реке была наведена паромная переправа, отряд перешёл на правый берег и занял Гиришк. Но очень быстро обнаружилось, что в селениях вокруг Гиришка недостаточно продовольствия для отряда Биддальфа, и в случае наступления на Герат прокормить армию тоже будет нечем. 15 февраля внезапно пришёл приказ вернуть отряд в Кандагар. 23 февраля началось отступление к Кандагару под прикрытием кавалерии Молколмсона. 26 февраля большой отряд афганцев атаковал Малкломсона у селения Кушк-и-Нахуд, но был отбит. В этом бою погибло 5 британцев и 23 было ранено. На поле боя было найдено 163 погибших афганца. Пленные утверждали, что ещё 120 раненых сумели скрыться. 1 марта отряд Биддальфа вернулся в Кандагар.
Экспедиция на Гильменд была столь же безрезультатна, как и поход на Калат. Предполагалось, что перемещение отряда Биддальфа к Гиришку поможет лучше прокормить лошадей и тягловых животных, но и этой цели добиться не удалось. Военные проявили себя хорошо в бою 26 февраля, но со стороны командира были допущены просчёты: он не организовал дальнее охранение, из-за чего афганцам удалось внезапно напасть на его отряд.

### Столкновения вокруг Джелалабада

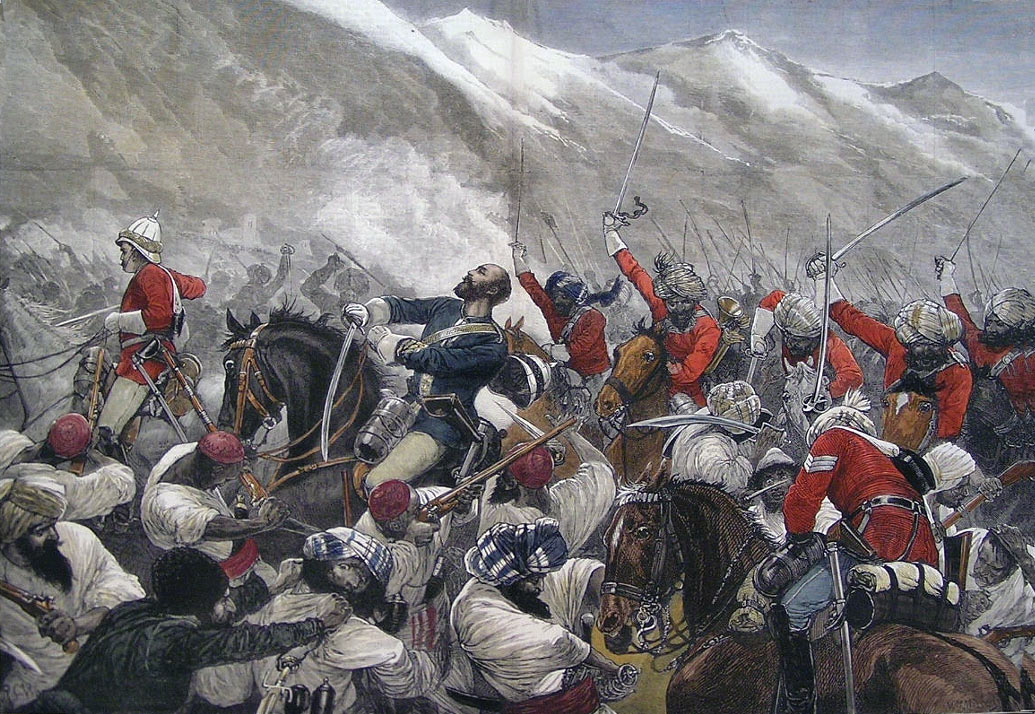
Гибель майора Виграма Бетти при Фаттехабаде, картина Ричарда Вудвиля

Пешаварский отряд генерала Брауна после взятия Дакки и Джелалабада провёл зиму в Джелалабаде, а в марте начал готовиться к возможному наступлению на Кабул. Обстановка вокруг Хайберского прохода и Джелалабада была неспокойная: в Лагарской долине появились вооружённые отряды афганцев, и племя хугиани около Фаттехабада тоже готовилось к войне. 31 марта Браун отправил две колонны (Вуда и Макферсона) в Лагманскую долину, а колонну Чарльза Гофа послал в Фаттехабад. Макферсон нашёл Лагманскую долину покинутой и вернулся в лагерь, а отряд Вуда при ночной переправе через реку Кабул потерял почти целый гусарский эскадрон из состава 10-го гусарского полка, который смыло течением. Всего утонуло 47 человек. Колонна Гофа встала лагерем в Фаттехабаде, где утром 2 апреля обнаружила, что к ней приближаются почти 5000 афганцев. Гоф выступил навстречу и произошло сражение при Фаттехабаде. Гофу удалось выманить противника с укреплённой позиции, атаковать и обратить в бегство с большими потерями. Он потерял 6 человек убитыми и 46 ранеными, но в этом бою погиб майор корпуса разведчиков, Виграм Бетти. Лейтенант Гамильтон принял командование и повёл кавалерию в атаку, за что впоследствии был представлен к награждению Крестом Виктории.
Разгром при Фаттехабаде заставил афганцев пойти на мирные переговоры, и более до конца войны племя хугиани не доставляло британцам проблем. Племена к западу от Джелалабада успокоились, но к востоку всё ещё было неспокойно. 22 апреля множество афганцев-момандов окружило британский отряд капитана Крейга у селения Кам-Дакка. В ходе сражения при Кам-Дакке британцам удалось спасти отряд от уничтожения и отвести его в Дакку, при этом в боях афганцы потеряли примерно 200 человек, а британцы 6 убитыми и 18 ранеными. Крейг получил Крест Виктории за сражение у Кам-Дакки. На следующее утро сильный британский отряд снова отправился в Кам-Дакку, но моманды ушли, и более до конца войны не показывались в этой местности.
С точки зрения военного историка Генри Ханны этот ночной переход Макферсона в Лагарскую долину был очередным безрезультатным ночным маршем, и ночной марш Гофа тоже не дал ему эффекта внезапности. За весь первый период войны лишь один марш — Робертса у Пейвар-Котала — достиг своей цели, хотя всё равно Робертсу не удалось скоординировать атаку двух своих отрядов.

## Переговоры
Обстановка в Афганистане начала беспокоить Якуб-хана, который понимал, что вскоре ему предстоит стать эмиром, и он решил выступить посредником между британским правительством и Шир-Али. 20 февраля 1879 года он написал письмо с предложением посредничества, 21 февраля умер Шир-Али, а 26 февраля об этом стало известно в Кабуле. 28 февраля предложение Якуб-хана дошло до британских официальных лиц в Джелалабаде и было передано вице-королю. Лорд Литтон дал согласие на переговоры и сформулировал три условия:
1. Отказ эмира от власти над племенами Хайберского прохода.
2. Признание британского протектората над Курамской долиной.
3. Согласие следовать советам и пожеланиям британского правительства во внешней политике.
4. Согласие на допуск британских офицеров в любую часть Афганистана.

На первые три пункта был согласен ещё эмир Шир-Али, но странно, что Якуб-хан согласился на четвёртый пункт, на который Шир-Али так долго не соглашался. Лорд Литтон намеревался в виде компенсации дать Якуб-хану гарантии его власти и нерушимости его территорий, но правительство в Лондоне не хотело брать на себя обязательства, которые могли привести к конфликту с Россией, поэтому Литтону разрешили гарантировать эмиру и его сыну власть над Афганистаном, но не давать территориальных гарантий. В итоге ему было обещано, в случае иностранной агрессии, помочь деньгами, оружием и войсками.

Обстановка в Кабуле не позволяла Якуб-хану провести переговоры там, поэтому он согласился на встречу в Гандамаке. 24 апреля Бахтияр-хан доставил в Гандамак письмо эмира с согласием, а 25 апреля он же доставил эмиру ответ Каваньяри с гарантиями безопасности. 2 мая эмир покинул Кабул, а 8 мая Каваньяри встретил его с кавалерийским эскортом в шести милях от Гандамака. С 10 по 17 мая шли переговоры. Британское правительство расценило визит эмира как знак его согласия на все условия, он же полагал, что этим своим жестом дружбы он может рассчитывать на смягчение условий. В итоге 20 мая был подписан Гандамакский договор, а 6 июня обе стороны его ратифицировали.
6 июля 1879 года майор Каваньяри покинул резиденцию индийского вице-короля в Шимле и отправился в Кабул. Лорд Литтон был настроен оптимистично, но сам Каваньяри лучше знал обстановку в стране и в частных беседах утверждал, что идёт на верную смерть. Вероятно именно по этой причине он взял с собой такой небольшой эскорт: 25 всадников и 50 пехотинцев Корпуса разведчиков под командованием лейтенанта Уолтера Гамильтона. 18 июля Каваньяри и сопровождавший его генерал Робертс встали лагерем на границе афганской территории, где миссию встретил представитель эмира, и отсюда до Кабула Каваньяри ехал под охраной афганского кавалерийского эскадрона. Через пять дней миссия прибыла в Кабул и разместилась в зданиях, приготовленных для неё в крепости Бала-Хиссар.

## Разгром британской миссии
Обстановка в Кабуле была сложной: город пострадал от эпидемии холеры, население было раздражено присутствием иностранцев, а регулярные войска (полки из Герата) требовали жалованья. 2 сентября солдаты явились ко дворцу эмира с требованием выплаты жалованья, и им обещали выплатить его на следующий день в крепости Бала-Хиссар. Утром 3 сентября солдаты без оружия пришли в крепость, но получили только жалованье за один месяц. Начался открытый бунт; толпа бросилась к зданиям резиденции с криками «Каваньяри заплатит нам!». Когда восставшие начали грабить конюшни резидентства, охрана открыла огонь. Солдаты вернулись в свой лагерь за оружием и через некоторое время вернулись. Началась осада здания резидентства. После 09:00 осаждённые несколько раз совершали вылазки, отбрасывая нападающих. Около 12:00 Каваньяри был ранен, около 14:00 нападающие подтащили орудия и начали обстрел, одновременно им удалось забраться на крышу резиденции и поджечь здание. В 16:00 погибли последние защитники резидентства. Эмир наблюдал за происходящим, но не мог вмешаться из-за отсутствия верных ему войск.
Индийское правительство в Шимле узнало о разгроме резидентства утром 5 сентября. Генералу Мэсси было приказано занять перевал Шутагардан и быть готовым к броску на Кабул, но уже к вечеру стало известно, что Каваньяри и все его спутники погибли, поэтому генералу Робертсу было приказано возглавить войска в Курамской долине и быть готовым к наступлению на Кабул.

## Вторая фаза войны

### Марш Робертса на Кабул
12 сентября генерал Фредерик Робертс прибыл в село Али-Хель и принял командование войсками. Для наступления на Кабул у него имелось 6500 человек, а ещё 4000 человек под командованием генерала Гордона охраняли коммуникации. Армии остро не хватало тягловых животных; 14-й бенгальский уланский полк даже выступил из Курама спешенным, потому что лошадей пришлось использовать для перевозки снаряжения.
28 сентября Робертс прибыл в Куши, где встретился с эмиром Якуб-ханом. Тот попросил не спешить с наступлением на Кабул, опасаясь за судьбу своей семьи в кабульской крепости. Он полагал, что афганцы убьют их в случае приближения британской армии. Робертс ответил, что он обязан следовать приказам. Присутствие эмира давало ему повод для беспокойства, поскольку эмир постоянно посылал гонцов, вероятно, передавая кому-то информацию о состоянии британской армии. 1 октября последние подразделения перешли Шутагардан, а 2 октября вся армия Робертса сконцентрировалась около селения Заган-Шахр. В распоряжении Робертса оказалась дивизия из одной кавалерийской бригады Мэсси, и двух пехотных бригад Бейкера и Макферсона. 5 октября дивизия приблизилась к Кабулу и встала лагерем у селения Чарасиаб. Утром выяснилось, что высоты на пути к Кабулу заняты крупными силами противника. Робертс решил, что задержка или отступление покажутся афганцам проявлением слабости, поэтому решил сходу атаковать их позиции, несмотря на то что на поле боя была только одна его бригада из двух. Началось сражение при Чарасиабе: небольшой отряд Уайта был выдвинут к основным силам противника, а бригада Бейкера атаковала правый афганский фланг. Афганцы упорно обороняли первую линию, менее решительно удерживали вторую, а после её захвата, бросили третью линию на высотах и отступили к Кандагару.
Утром 7 октября британцы выступили на Кабул силами бригады Бейкера. Было известно, что афганцы отступили куда-то к Шерпуру, но Робертс не рискнул приближаться к Кабулу с одной бригадой, поэтому остановился на ночь в двух милях на юго-восток от кабульской крепости. Разведка не выявила присутствия противника в Кабуле, а жители города сообщили, что афганская армия отступила на высоты за городом. 11 октября Робертс исследовал крепость Бала-Хиссар, а 12 октября эмир Якуб-хан, по словам Робертса, внезапно принял решение сложить с себя полномочия эмира. Сам Якуб-хан впоследствии утверждал, что сделал это под давлением Робертса. 23 октября лорд Литтон принял отставку эмира и телеграфировал об этом в Кабул.
Одновременно с маршем на Кабул было решено проложить более надёжную коммуникацию через Гандамак и Хайберский проход. Для этой цели была сформирована дивизия под командованием генерал-майора Роберта Брайта. Она состояла из трёх бригад и насчитывала 11 600 человек при 24 орудиях, хотя очень немногие из этого количества были боеспособны. Бригада Чарльза Гофа была направлена в Гандамак для контроля дороги Кабул-Гандамак, бригада Чарльза Арбатнота отправилась в Джалалабад для контроля дороги Гандамак-Басавал, а бригада Джона Дорана заняла Ланди-Котал, охраняя дорогу Басавал-Джамруд. 28 сентября вся дивизия сконцентрировалась в Пешаваре, откуда бригада Гофа начала своё движение в тот же день. 30 сентября была занята Дакка, а 2 октября — Басавал. 13 октября был занят Джалалабад, и пришли известия о взятии Робертсом Кабула.

### Следствие по делу Каваньяри

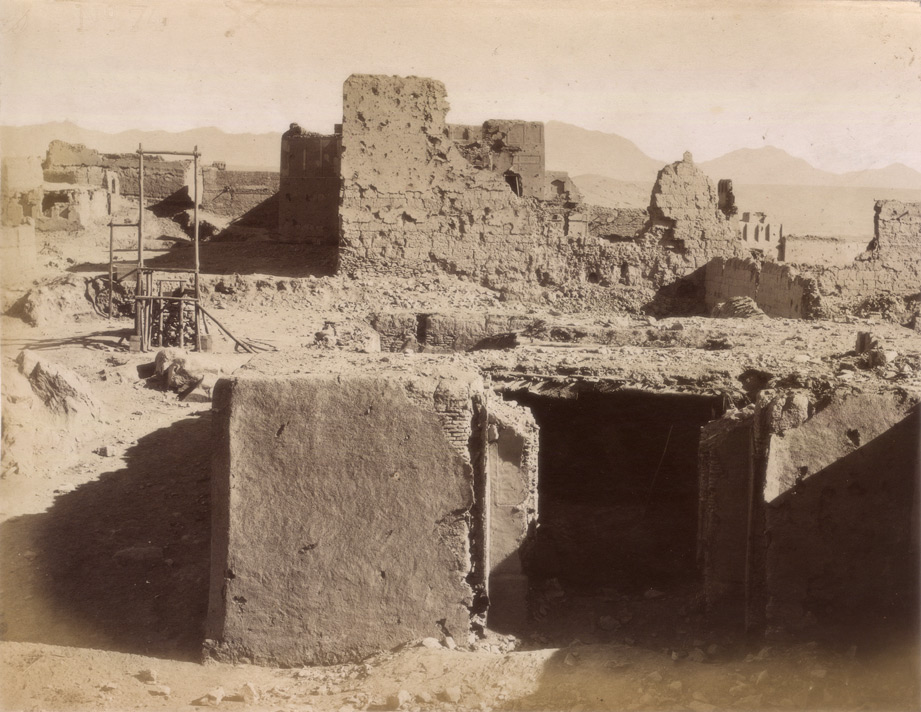
Виселица на руинах британского резидентства

Ещё до начала наступления Робертс издал прокламацию, где объявил, что целью похода является возмездие за убийство миссии Каваньяри. Позже он издал ещё две прокламации. В них он объявил, что вводит военное положение в Кабуле и в радиусе 10 миль вокруг города, и что будет карать смертной казнью тех, кто будет найден с оружием в Кабуле и в радиусе 5 миль от Кабула. Была объявлена награда за информацию о людях, которые причастны к нападению на резидентство и к сопротивлению британской армии, и награда за любые предметы, принадлежавшие членам миссии. Уже в первые два дня прибывания в Кабуле были сформированы две комиссии. Одну возглавили Чарльз Макгрегор и индиец Мохамед-Хьят-Хан, и ей было поручено собирать показания и арестовывать подозреваемых, а вторую (военный трибунал) возглавил генерал Хиллс, но он вскоре передал её генералу Мэсси. Вторая комиссия судила тех, кто передавался ей комиссией Макгрегора.
У этих комиссий было два недостатка: им было трудно собирать достоверные показания и трудно выносить справедливые приговоры. Афганцы неохотно давали показания друг на друга, а если и давали, то достоверность этих показаний была сомнительна. Сначала комиссия арестовала только несколько высших чиновников, но потом в её руки попали списки солдат мятежных афганских полков, и этих людей начали арестовывать в прилегающих к Кабулу селениях. Следствие и допросы шли с грубыми нарушениями общепринятой практики, в духе диктаторских режимов XX века, как заметил историк Робсон, что было вызвано, вероятно, жаждой мщения, которой были охвачена и Робертс и его подчинённые. В крепости Бала-Хиссар, на руинах резидентства, была установлена виселица, куда отправляли всех приговорённых к казни. Комиссии прекратили работу 18 ноября, и в тот же день Робертс издал прокламацию, где объявил амнистию всем, кроме тех, кто лично участвовал в нападении на резидентство и тем самым оправдав действия тех, кто сопротивлялся британскому наступлению на Кабул.
Точное количество казнённых афганцев и обстоятельства их гибели доподлинно неизвестны. Согласно официальному рапорту, было допрошено 89 человек и казнено 49 человек. По другим данным, число допрошенных было 163 человека, а казнённых — 87 человек. В письме вице-королю Робертс писал, что в период между 12 октября и 12 ноября было казнено 100 человек. Помимо приговорённых к смерти официально, были ещё те, кто был бессудно казнён за ношение оружия. Вопрос осложняется ещё и тем, что расправы имели место и позже, после снятия осады Шерпура. Комиссии не удалось доказать причастность эмира к нападению на резидентство, и не удалось подтвердить наличие предварительного сговора. Следствие показало, что бунт гератских полков был спонтанным. Слухи о кабульских казнях вскоре достигли Индии. В газетах писали, что Робертс наносит урон национальной репутации и компрометирует Англию в глазах Европы. Даже лорда Литтона начали беспокоить события в Кабуле.

### Афганское восстание

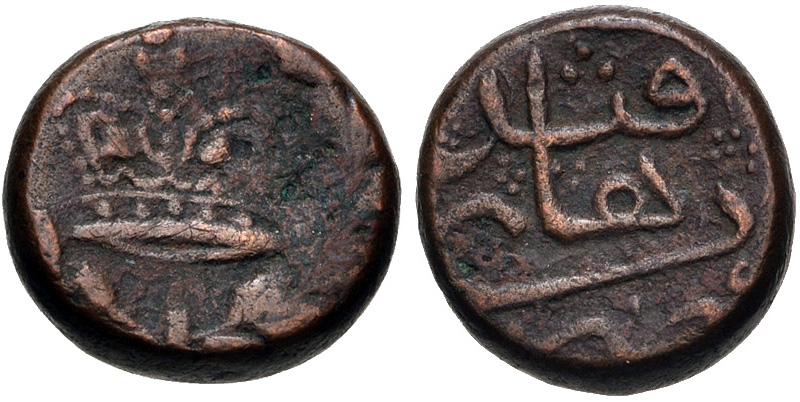
Монеты, отчеканенные в период британской оккупации Кабула

После отставки эмира Робертс решил не поручать гражданскую власть афганским лидерам. Он объявил, что лично будет управлять сбором налогов и распределением расходов, и что будет строго наказывать тех, кто не станет выполнять его приказы. Он назначил губернаторов для организации сбора налогов: Мохамед Хуссейн-Хана в Майданской долине, Абдулла-Хана в Логарской долине и Шахбаз-Хана в Кохистане. Каждый был снабжён деньгами для оплаты продовольствия и фуража. 11 ноября внезапно выпал снег, что заставило Робертса принимать ускоренные меры по сбору припасов. 21 ноября генерал Бейкер отправился в Майданскую долину с отрядом из трёх эскадронов кавалерии и 1300 пехотинцев. 22 ноября отряд вошёл в Майданскую долину и встал там лагерем, где 23-го к ним присоединился Робертс. Майданские афганцы не проявили сопротивления, но вождь соседней долины, Бахадур-Хан, отказался выполнять британские требования. Его люди открыли стрельбу по кавалеристам 9-го уланского полка, поэтому на следующий день Робертс с основными силами явился в долину, но все жители покинули её. Робертс приказал сжечь все 10 деревень в долине вместе с запасами продовольствия, которые не было времени вывезти. 27 ноября Бейкер, уже без Робертса, был обстрелян в селении Бен-и-Бадам, и тоже сжёг его до основания. Эти меры привели к волнениям в регионе, из-за чего Робертс был вынужден сконцентрировать свои силы; 30 ноября Бейкер был отозван в Шерпурский кантонмент. Вскоре стало известно, что Махомед Хуссейн-Хан свергнут и убит афганцами.
Впоследствии британские газеты обвинили Робертса в том, что он обрёк стариков, женщин и детей на смерть под снегом, хотя Говард Хэнсман, участник событий, писал по этому поводу, что «там не было стариков, женщин, и детей, как не было и снега». Робертса уже осуждали за сожжение деревень во время похода на Хост, поэтому в своих воспоминаниях он исказил события, изобразив их в благоприятном для себя свете; например, он написал, что 9-й уланский был обстрелян во время сбора фуража, а не во время нападения на село Бахадур-Хана. Он упомянул про разрушение «форта» Бахадур-Хана, но умолчал о сожжении деревень.
Робертс вернулся в Шерпурский кантонмент 25 ноября, и сразу обнаружил, что обстановка осложнилась. Афганское население постепенно выходило из апатии, в которую его повергла отставка эмира. Нашлись вожди: мулла Мушк-и-Алам, 90-летний старик, стал призывать к восстанию в землях около Газни. Вскоре губернатор Газни покинул город и укрылся в британском лагере, а мулла сделал Газни своей столицей. В долинах вокруг Кабула стали появляться его послания с призывом покончить с англичанами, как некогда удалось покончить с отрядом Эльфинстона. Назначенные Робертсом губернаторы оказались бессильны: вождь кохистанцев отказался подчиняться Шахбаз-Хану и объявил, что готов начать джихад. Абдулла-Хан был изгнан из Логарской долины. По Кабулу ходили слухи, что Шерпурский кантонмент может быть атакован в любой момент. Робертс решил, что целью нападения будет освобождение Якуб-Хана, поэтому незаметно переправил его в Индию. Остальные предпринятые им меры не дали результата, но Робертс сохранял спокойствие и был уверен, что сможет справиться с любой проблемой. Он даже не стал укреплять кантонмент и как будто полагал, что сможет подавить протест одними административными мерами. 6 декабря Робертс узнал, что кохистанцы объявили джихад и идут на Кабул, а 7 декабря Мушк-и-Алам был уже в Аграндехе, в 14 милях от Кабула.
Арчибальд Форбс впоследствии писал, что если во время первой англо-афганской войны восстание началось через два года после ввода войск, то на этот раз оно началось уже через два месяца. Возможно, реакция пришла быстрее потому, что в первую войну Уильям Макнахтен был более грамотным дипломатом или потому, что афганцы усвоили уроки первой войны и научились быстрой мобилизации сил. События 1842 года показали им, что европейская армия может быть уничтожена обыкновенными ополченцами. Возможно, события ускорила прокламация Робертса от 28 октября, где он фактически объявил себя эмиром Афганистана.

### Осада Шерпурского кантонмента
7 декабря Робертс собрал военный совет и предложил отправить в Майданскую долину бригады Бейкера и Макферсона. Наступая разными путями они должны были атаковать мятежников с двух направлений. Утром 8 декабря был проведён смотр войск и церемония вручения наград тем военным, что отличились в сражении за Пейвар-Котал. На параде присутствовал весь гарнизон укрепления, 4710 человек. По окончании парада бригадный генерал Макферсон выступил из кантонмента во главе своей бригады (1303 штыка) на восток, а бригада Бейкера (925 штыков) выступила в том же направлении, но обходным путём, чтобы выйти в тыл противнику. Макферсон дошёл до села Афшар, где утром 9 декабря ему было приказано остановиться, чтобы дать время Бейкеру выйти на исходную позицию. Утром 10 декабря Макферсон атаковал и рассеял афганцев у села Мир-Карез в 10 милях от Афшара. Так как местность была пересечённой, он оставил в Афшаре кавалерию и артиллерию (4 орудия и 180 сабель).

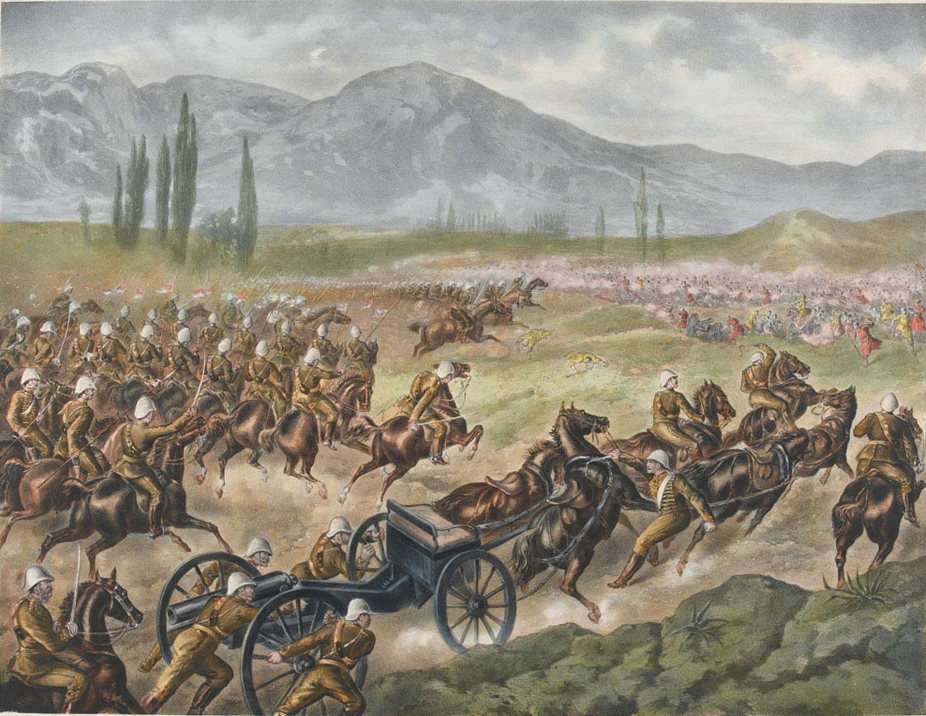
Атака 9-го уланского при Килла-Кази

Утром 11 декабря кавалерия и артиллерия Макферсона под общим командованием генерала Мэсси, начала марш на восток, рассчитывая вскоре присоединиться к бригаде Макферсона. Неожиданно у селения Килла-Кази Мэсси увидел несколько тысяч афганцев, наступающих широким фронтом в направлении на Шерпурский кантонмент. Мэсси оказался единственным препятствием на пути к кантонменту, который оставался почти без охраны, и где хранились все запасы боеприпасов и продовольствия. Началось сражение при Килла-Кази: Мэсси открыл по афганцам огонь из своих орудий, а уланский эскадрон несколько раз атаковал фланги противника, но афганцы продолжали идти вперёд. В это время на поле боя появился сам генерал Робертс, который ехал посмотреть, как Бейкер и Макферсон разгромят восставших. Понимая, какой угрозе подвергается кантонмент, он бросил кавалерию в лобовую атаку, чтобы выиграть время, но она не дела результата. Артиллерия и кавалерия начали отступать через село Багвана, где орудия пришлось бросить, а кавалерия едва не погибла, оказавшись отрезанной от тыла водным каналом с высокими берегами. В это время бригада Макферсона, которая слышала звуки боя, вышла в тыл афганской армии. Это заставило афганцев изменить направление наступления: они пошли не на кантонмент, а в сторону Кабула.
Вечером 11 декабря бригада Макферсона успела вернуться в кантонмент. В это время афганцы уже начали занимать высоты к югу от кантонмента. Утром 12 декабря Робертс послал отряд подполковника Мони, чтобы отбить высоту Тахт-и-Шах, но наступление Мони было отбито. Вечером того дня в кантонмент вернулась бригада Бейкера, и утром 13 декабря Робертс поручил Бейкеру повторить атаку. Эта атака была удачна, хотя Бейкер оказался на высотах в опасном положении. Британское командование решило, что афганские повстанцы разбиты и рассеяны в боях вокруг кантонмента, но в ночь на 14 декабря количество восставших возросло. Почти 10 000 человек заняли высоты Асмай к западу от кантонмента. Бейкер выбил афганцев с высот Асмай, но обнаружилось, что противник собрал огромные силы, почти 40 000 человек, которые приближаются к кантонменту со всех сторон. Робертс понял, что нельзя разбрасывать войска по отдельным позициям и велел им отступить за стены кантонмента. В боях вокруг кантонмента с 10 по 14 декабря британцы потеряли 275 человек.

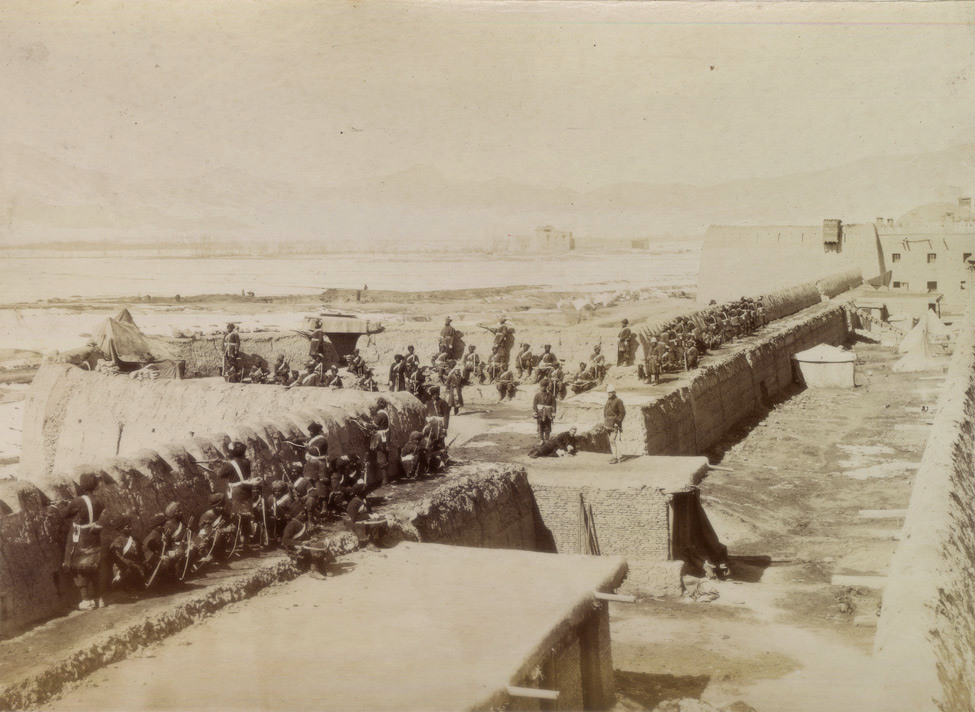
Сапёры и минёры на стене кантонмента

С 14 по 22 декабря осада кантонмента проходила бессобытийно. Каждое утро афганцы выходили из Кабула и начинали обстрел кантонмента из ружей. Укрепления кантонмента местами были очень слабы, но за 48 часов британцы успели привести их в хорошее состояние. У британцев имелись большие запасы продовольствия и фуража, но количество боеприпасов было невелико, 320 или 350 выстрелов на винтовку. Робертс запросил помощи у генерала Чарльза Гофа, бригада которого находилась в Джагдалаке.
Рано утром 23 декабря, ещё в предрассветной темноте, афганцы бросились на штурм кантонмента. Штурм начался в 06:00 и длился до 10:00, потом наступило затишье, а в 11:00 атаки повторились, но уже с меньшим упорством. Афганцам удалось приблизиться к стенам на 500 или 600 метров, в одном месте даже на 80 метров, но прорваться к стенам они так и не смогли. Робертс предположил, что афганцы потеряли 3000 человек. Британцы потеряли 32 человека убитыми и ранеными.
14 декабря в 22:00 генерал Гоф в Джагдалаке получил приказ Робертса срочно идти на помощь кантонменту. Но силы его бригады были разбросаны по различным постам и ему потребовалось несколько дней, чтобы собрать их. Только 21 декабря он выступил на Шерпур, имея при себе 1435 человек. 22 декабря он пришёл на Латтабандский перевал, а 23 декабря пришёл к мосту через реку Логар, где поздно вечером получил донесение о штурме Шерпура. Утром 24 декабря он прибыл в кантонмент. Робертс был недоволен его поздним прибытием и никак не отметил его в своём отчёте, хотя по мнению военного историка полковника Генри Ханны, именно марш Гофа заставил афганцев начать штурм кантонмента .

### Подготовка к весенней кампании
Бои вокруг Шерпура не изменили общей стратегической обстановки: англичане всё так же контролировали лишь территорию в радиусе дальности действия своих орудий (по выражению Робсона), и не могли найти кандидата в правители Афганистана. В итоге было принято решение разделить Афганистан на три части. Кандагар и весь Южный Афганистан было решено передать губернатору Шер-Али, но для Герата и Кабула правителя не находилось, поэтому были планы передать Герат Ирану. Как и в 1841 году, британцы удерживали Кабул, но не контролировали всю страну, и всё шло к тому, что им придётся до бесконечности нести расходы на оккупационные войска. Война уже привела к дефициту бюджета Британской Индии и в случае её продолжения могла привести к осложнениям, которые пошатнули бы сами устои британских порядков в стране. Лорд Литтон так же опасался, что война ослабляет и деморализует индийские полки.
Несмотря на это в начале января Робертс разработал планы на весеннюю кампанию. Он предложил отправить в Кандагар Бомбейскую армию, а дивизию Стюарта перевести в Кабул. Сам же он предполагал в феврале-марте войти в Кохистан и Бамиан. Неизвестно каких целей он надеялся достичь этим походом, но, по замечанию полковника Ханны, с учётом краткости такого похода он мог только напугать местных жителей и собрать небольшое количество фуража и провизии. Индийское правительство утвердило эти планы, но вскоре обнаружилось, что для их реализации не хватает тягловых животных. От похода на Кохистан и Бамиан пришлось отказаться, и от первоначального плана осталась только идея переброски Стюарта в Кабул.
В начале апреля, когда погода улучшилась, Робертс отправил отряд в 2700 штыков к Чарасиабу, чтобы оказать содействие прибывающей колонне Стюарта. 25 апреля часть этого отряда, которой командовал Дженкинс, была атакована афганцами, произошло Второе сражение при Чарасиабе. Робертс отправил на помощь Дженкинсу отряд под командованием генерала Макферсона, и при его содействии афганцы были отброшены, потеряв около 200 человек убитыми и примерно столько же ранеными. Британцы потеряли 4 человек убитыми и 34 ранеными.

### Марш Стюарта на Кабул
Планы на весеннюю кампанию предполагали, что бенгальские бригады генерала Стюарта будут переброшены из Кандагара в Кабул, а их место займут бомбейские бригады. Стюарт должен был пройти через Калат и Газни, где ещё не появлялась британская армия и где ещё могли тлеть очаги сопротивления. По прибытии в Кабул Стюарт высвободить армию Робертса для похода на Бамиан, а затем Бенгальскую армию предполагалось вывести обратно в Индию. Стюарт согласился с этим планом, но предупредил, что сможет выступить не ранее прибытия бомбейских частей, конкретно не ранее 21 марта.
Стюарт выступил из Кабула в конце марта 1880 года. В его распоряжении было 7249 британских и индийских солдат, 7273 гражданских и 11 069 вьючных и верховых животных. Был взят запас провизии на два месяца, запас дров на 10 дней для британских полков и только 7-дневный запас провизии для индийских частей и гражданских лиц. Вся армия была разделена на три части. Меньшая часть отправилась по левому берегу реки Тарнак, а большая часть была разделена на две бригады, которые следовали одна за другой на расстоянии пешего перехода по правому берегу той же реки. Первый отряд выступил 27 марта под командованием генерала Бартера, 30 марта начала марш бригада Палисьера, а 31 марта бригада Хьюджеса. Стюарт со штабом следовал при бригаде Палисьера. 7 апреля отряд Бартера вошёл в Калат, а 8 апреля его нагнали Палисьер и Стюарт.

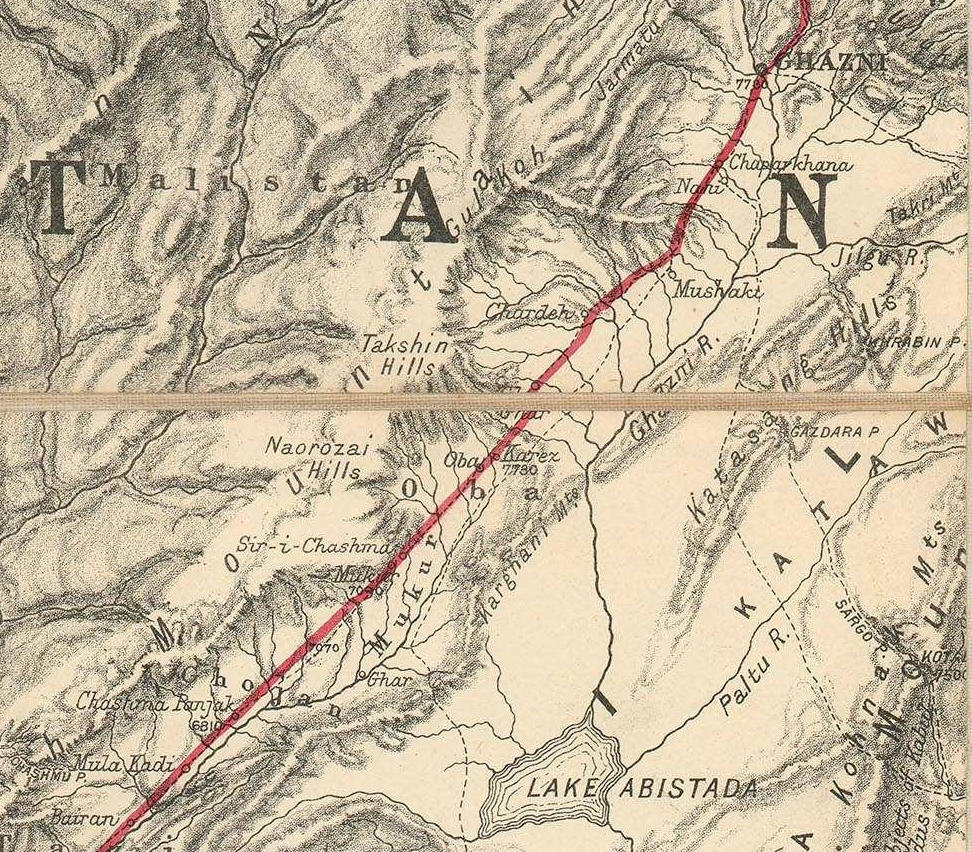
Дорога из Калата в Газни

В Калате Стюарт сделал остановку на один день, чтобы дождаться обоза с продовольствием, но обозы так и не пришли, и он решил продолжать без них. Все больные и слабые были отправлены назад в Кандагар, после чего Стюарт продолжил движение в том же порядке, что и ранее. В его отряде теперь было 6407 военных и 8719 гражданских. 11 апреля колонна пришла в Шахджуй (40 миль от Келата), на границу провинции Кандагар. До этого момента колонну сопровождали чиновники кандагарского губернатора, которые обеспечивали поставку продовольствия, но вне пределов провинции афганцы проявляли враждебность. Крестьяне уходили из посёлков и прятали запасы зерна. 14 апреля бригада Палисьера пришла в Мукур, 15-го в Карез-и-Оба, а 16-го пришла в Джамрад и сделала остановку, дожидаясь бригаду Хьюджеса. Здесь к британской колонне присоединились племена хазарейцев, которые сопровождали её до Мушака. По пути они грабили афганские деревни и убивали всех афганцев, а Стюарт, хоть и осуждал их, всё же не принял против этого никаких конкретных мер.
Утром 19 апреля дивизия Стюарта приблизилась к горной гряде, пересекающей кабульскую дорогу, и здесь разведка донесла, что большие массы афганцев приближаются с фронта и левого фланга. Стюарт начал разворачивать колонну в боевое положение и в это время афганцы бросились в атаку фронтом в две мили, началось сражение при Ахмед-Хеле. Внезапная атака флангов и тыла застала британцев на стадии развёртывания. Наступающие едва не опрокинули 59-й пехотный полк, солдаты которого даже не успели примкнуть штыки, но затем полки быстро построились в каре, потом подошла кавалерия, и ход боя удалось переломить в пользу британской армии и сражение закончилось ещё до подхода бригады Бартера.
20 апреля колонна Стюарта продолжила переход, 21 апреля подошла к Газни и встала лагерем на том же месте, где 21 июля 1839 года стояла лагерем армия генерала Джона Кина. Жители округи были настроены относительно мирно, но вскоре стало известно о появлении крупной афганской армии неподалёку, поэтому рано утром 23 апреля генерал Палисьер выступил в том направлении и в коротком бою рассеял противника. Это небольшое сражение заставило разойтись другую афганскую армию, численностью около 20 000 человек. После этого Стюарт назначил губернатором Газни местного сардара Мухаммед-Алама и 25 апреля отправился дальше. Через 13 миль он встретил отряд генерала Росса, а 28 апреля передал дивизию Хьюджесу, а сам отправился с Россом в Кабул. 2 мая он вместе с Робертсом и Россом прибыл в Кабул. там он принял командование над соединением, которое называлось Northern Afghanistan Field Force (около 36 000 человек), и состояло из дивизий Робертса и Росса.
В итоге, марш Стюарта прошёл успешно. Его колонна шла без базы и без поддержки, в самый неблагоприятный сезон, и неминуемо погибла бы от голода в случае поражения, а таковое было весьма вероятно при Ахмед-Хеле. В этом переходе не было стратегической необходимости, потому что можно было бы быстрее и безопаснее вывести дивизию Стюарта в Индию через Боланский проход. Город Газни можно было быстрее и эффективнее занять наступлением из Кабула. И вина за это неразумное решение лежит целиком на Стюарте, который разработал этот план и отдал приказ на его выполнение. Марш был не только ошибкой на уровне стратегии, но содержал и ошибки на уровне тактики, как показало сражение при Ахмед-Хеле, где Стюарт начал разворачивать пехоту на близком расстоянии от противника, и разместил кавалерию там, где она не могла эффективно действовать.

### Переговоры с Абдур-Рахманом

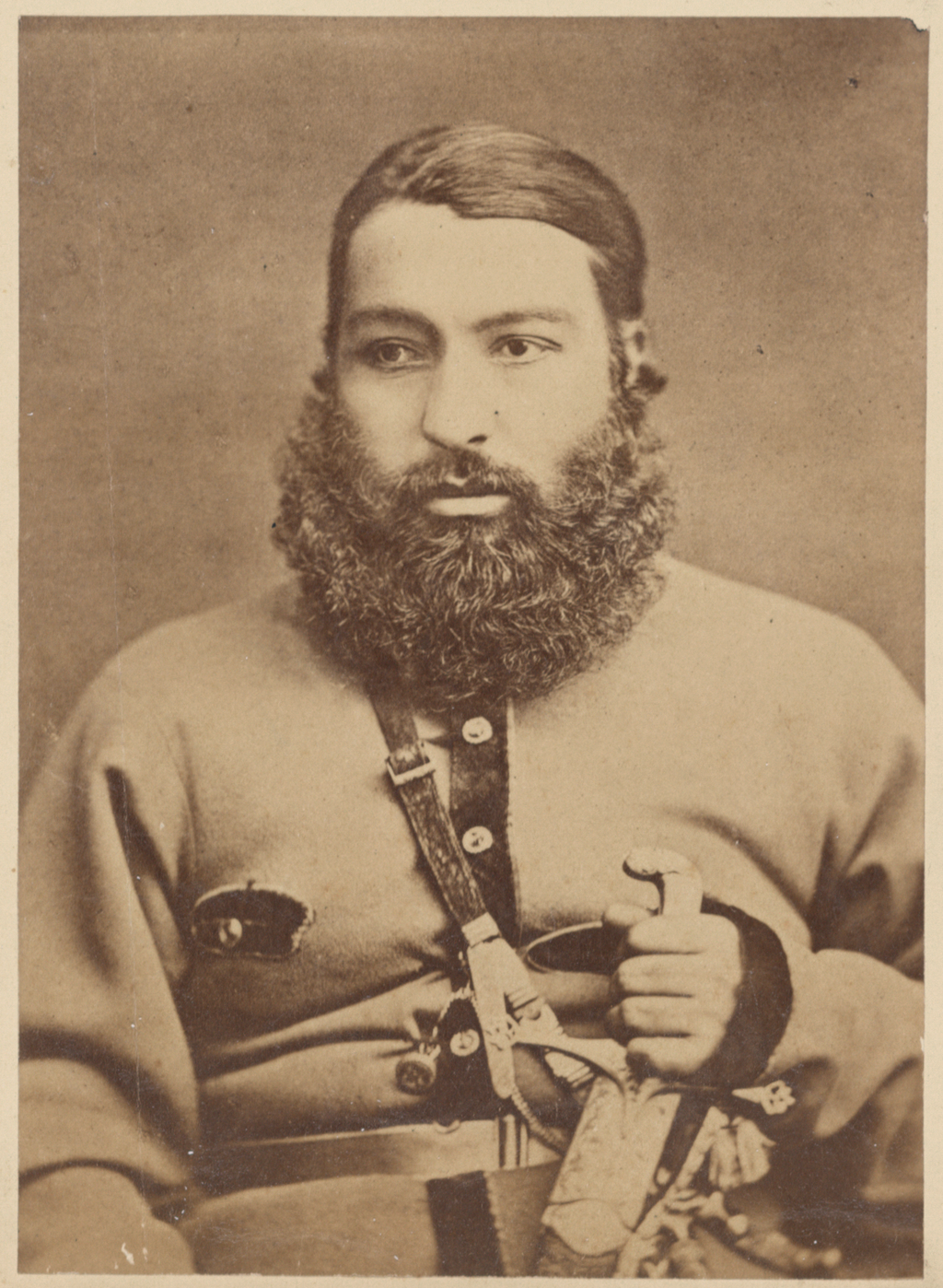
Абдур-Рахман, фото 1880 года

Финансовый кризис в Индии требовал немедленного прекращения войны в Афганистане, но британцам так и не удалось найти того, кому можно передать власть в стране. В Кандагаре власть губернатора Шир-Али была шаткой, но имелась хоть какая-то перспектива стабильности, но для Герата и Кабула правителя не находилась. Иран отказался забрать гератскую провинцию. В Кандагаре генерал Робертс изучил всех доступных афганских вождей в поисках «наиболее компетентного и наименее ненадёжного», но не нашёл того, кто был бы способен управлять Афганистаном. Афганские вожди просили вернуть Якуб-Хана, но лорд Литтон не соглашался на это. И когда надежды на обнаружение приемника иссякли, вдруг пришли слухи, что Сардар Абдур-Рахман, племянник и соперник эмира Шир-Али, вернулся из российского Туркестана и прибыл в провинцию Гор, где к нему присоединились несколько местных вождей. Генерал Стюарт передал эти новости лорду Литтону в Калькутту через майора Оливера Сент-Джона, и тот сразу ухватился за этот шанс несмотря не некоторые сомнения членов индийского правительства.
Литтон сразу же поручил дипломату Лепелю Гриффину, который следовал в Кабул, проверить эти слухи и, если они подтвердятся, вступить в переговоры с Абдур-Рахманом. Гриффин прибыл в Кабул 19 марта, убедился в правдивости полученной информации и 1 апреля отправил гонца в Кундуз, с кратким письменным вопросом о причинах возвращения Абдур-Рахмана и с устным сообщением о намерениях британского правительства. 21 апреля посыльный вернулся с письмом от Абдур-Рахмана, которое лорд Литтон позже охарактеризовал как «очень дружественное и очень умное». Гонец сообщил, что у сардара имеется отряд в 3000 человек (4 пехотный и 2 кавалерийских полка) и 12 орудий. Русских агентов при нём не было замечено. В тот же день Гриффин собрал на совет афганских сардаров, которые согласились с тем, что Британии следует признать Абдур-Рахмана эмиром. И в то же время стремительное усиление Абдур-Рахмана стало беспокоить Литтона. Он стал опасаться, что тот явится с армией к Кабулу и уже не Британия будет диктовать ему условия, а он ей. С другой стороны становилось понятно, что Абдур-Рахмана надо или признавать, или начинать бороться с его влиянием.
В итоге 27 апреля Гриффин был уполномочен передать Адбур-Рахману, что британское правительство намерено передать ему северный Афганистан и вывести свои войска в Индию не позже октября. В тот же день завершились парламентские выборы в Великобритании, партия консерваторов потерпела поражение (во многом из-за непопулярности афганской войны), к власти пришли либералы, а новым премьер-министром стал Уильям Гладстон. Литтон был снят с поста и его место занял Джордж Робинсон, маркиз Рипон. Стюарт узнал о смене правительства, когда прибыл в Кабул, это немного его дезориентировало, но 11 июня пришло письмо от лорда Рипона, которое прояснило ситуацию. Между тем 2 июня пришло письмо от Абдур-Рахмана, где он в целом соглашался на английское предложение. Но в устной форме он задал британской делегации несколько вопросов: 1. Каковы будут границы его владений? 2. Будет ли европейская или британская миссия находится в Афганистане? 3. Какие отношения ожидаются с Россией? 4. Какие преимущества могут британцы предоставить Афганистану? Лорд Рипон по прибытии в Индию изучил ситуацию с Афганистаном, и отправил Абдур-Рахману письмо с предложением явиться в Кабул на переговоры. С санкции Риппона Гриффин передал Абдур-Рахману, что от него потребуется не вступать в переговоры с иными государствами, что Британия поможет ему в случае иностранного вторжения, что в Кабуле не будет британских посланцев, и что Кандагарская провинция не будет передана под его управление.
Абдур-Рахман ответил, что он не может согласиться на отделение Кандагара, поскольку это родина династии Дуррани, и поскольку такой раздел снова приведёт к династическим войнам. По его словам, Афганистан без Кандагара подобен лицу без носа или форту без ворот. Но он согласился уступить Герат Аюб-Хану, если тот будет настроен дружественно. Между тем обстановка требовала эвакуации британских войск из северного Афганистана, и 20 июля Стюарту было велено как можно быстрее решить вопрос передачи власти. Он должен был сам решить, подходит или нет Абдур-Рахман на роль эмира, но без переговоров: или он принимает британские условия или его кандидатура будет отклонена. 31 июля Гриффин впервые встретился с Абдур-Рахманом в 16 милях от Кабула. Сардар произвёл на него благоприятное впечатление. Гриффин отметил его умное лицо, благожелательную улыбку, хорошие манеры и хорошее политическое мышление. На этой встрече Гриффин официально передал сардару письмо с его официальным признанием эмиром Афганистана. На решение Гриффина повлияли новости о разгроме бригады Берроуза под Майвандом около Кандагара, которые достигли Кабула 28 июля.

### Сражение при Майванде

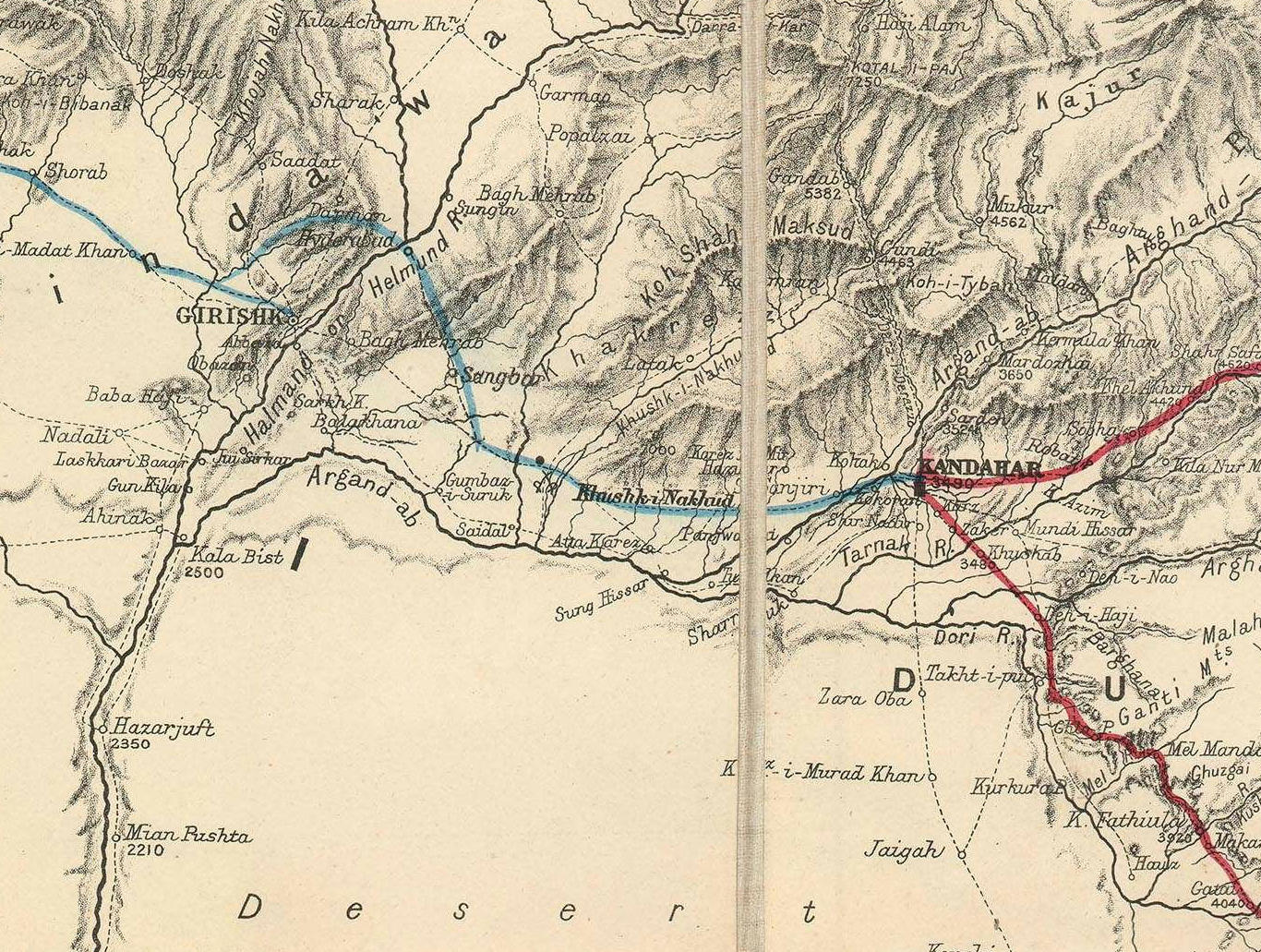
Окрестности Кандагара в 1880 году. Синей линией показано наступление армии Аюб-хана

После того, как Дональд Стюарт ушёл из Кандагара в Кабул с подразделениями Бенгальской армии в Кандагаре осталась армия афганского губернатора Шир-Али и небольшой отряд Бомбейской армии, которым командовал генерал-майор Джеймс Примроуз. 21 июня 1880 года кандагарский губернатор сообщил, что в сторону Кандагара движется армия гератского правителя Айюб-хана, и запросил на помощь пехотную бригаду. 1 июля Примроуз получил приказ выдвинуть бригаду к Гиришку. 4 июля эта бригада, под командованием бригадного генерала Джорджа Берроуза, выступила из Кандагара к реке Гильменд.
На Гильменде ещё ранее был размещён отряд кандагарского губернатора, но 14 июля афганская пехота открыто взбунтовалась, захватила обозы, артиллерию, и припасы для британской армии, и ушла на соединение с Айюб-ханом. Мятежная афганская пехота уничтожила запасы продовольствия в Гиришке, а в окрестностях Гиришка пополнить запасы было невозможно. Поэтому Берроуз созвал офицеров на совет, чтобы решить, как поступить дальше. Полковник Малколмсон и подполковник Андерсон предложили отступить в Кандагар, но Берроуз решил отступить только на половину расстояния, до Кишк-и-Нахуда. Там он надеялся на запасы продовольствия в окрестностях Майванда. 21 июля Айюб-хан вышел к Гильменду и соединился с мятежной пехотой. Теперь, по британским данным, у него было 4000 кавалерии, 4000 пехоты и 8000 местных иррегулярных ополченцев, и он двигался к оазису Сангбур, который находился в 12 милях от лагеря Берроуза.
22 июля пришли известия, что Айюб-хан перешёл Гильменд, и становилось ясно, что афганская армия гораздо больше британской бригады, и что она явно движется на Майванд. Берроуз снова созвал военный совет, на котором было решено выступить рано утром 27 июля к Майванду, чтобы держаться между Кандагаром и афганской армией. Берроуз не проверил обстановку в Сангбуре, и не знал, что основные силы афганской армии стоят именно там, готовые перехватить его на марше к Майванду.
Утром 27 июля бригада Берроуза начала марш на Майванд и в 10:30 её передовые отряды вошли в село Махмудабад, из которого уже было видно укреплённое селение Майванд в трёх милях на северо-востоке. На равнине стали появляться отряды афганской пехоты, а со стороны Майванда показалась кавалерия. Берроуз столкнулся со всей афганской армией, которая численно превосходила его в 11 раз. Афганцы атаковали Берроуза с фронта и флангов, а после 14:30 начали общую атаку. Две роты 30-го бомбейского туземного полка не левом фланге Берроуза запаниковали и стали отходить, что привело к беспорядочному отступлению всей бригады. Афганцы отвлеклись на разграбление британского лагеря и не преследовали противника. Британцам пришлось отступать почти целые сутки по безводной пустыне в сторону Кандагара. Примроуз отправил на помощь небольшой отряд, который помог отступающим без помех перейти реку Аграндаб. Днём 28 июля остатки бригады Беророуза отступили в цитадель Кандагара. Вечером того дня британцы эвакуировали все кантонменты и отступили за стены Кандагара. Под Майвандом и во время отступления британская армия потеряла 1925 человек, 269 боевых коней и 2424 вьючных животных.

### Осада Кандагара

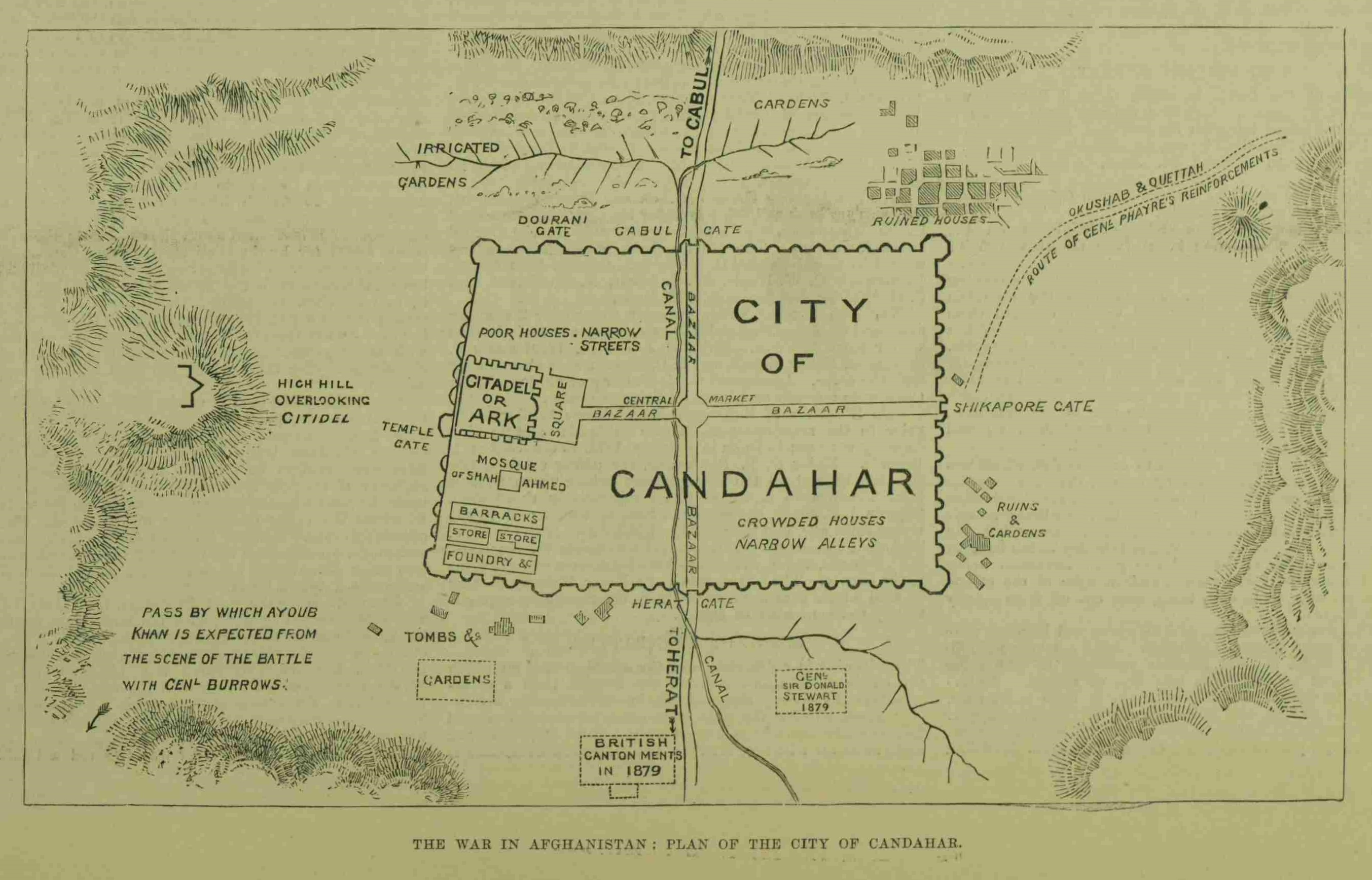
Кандагар в 1880 году (север слева)

Вооружённые афганцы начали окружать Кандагар уже вечером 28 июля. В распоряжении генерала Примроуза на тот момент имелось 97 офицеров и 4533 рядовых, из которых боеспособны были 3243 человека. Эти силы Примроуз разместил на крепостных стенах длиной 6165 метров. Армии Аюб-хана потребовалось несколько дней, чтобы похоронить убитых и поделить добычу, поэтому только 5 августа его авангарды подошли к городу с восточной и южной стороны. Основной лагерь был размещён на руинах Старого Кандагара. Когда стало видно, что афганцы готовятся атаковать Кандагар с востока, со стороны села Дех-Квайя, британцы решили сделать вылазку. Утром 16 августа они атаковали и захватили селение, но в итоге были вынуждены отступить с большими потерями. Погиб генерал Брук, командовавший вылазкой. Но эта вылазка произвела сильное впечатление на афганцев и они более не пытались приближаться к стенам города.
Когда Стюарт узнал о сражении при Майванде и осаде Кандагара, он решил продолжать подготовку к выводу войск, а генералу Робертсу поручил идти на спасение Кандагара с дивизией из бригад Герберта Макферсона, Томаса Бейкера, Чарльза Макгрегора и Хью Гофа. Робертс начал марш 8 августа, 16 августа прошёл Газни, на сутки задержался в Калате, а 31 августа подошёл к Шикапурским воротам Кандагара. Аюб-хан перед его появлением отвёл армию за высоты к западу от города. Робертс решил немедленно атаковать его, обойдя высоты с юга и тем самым выйдя на левый фланг афганской армии. Утром 1 сентября бригады Макферсона и Бейкера начали наступление и выбили афганцев с передовой позиции. После этого афганская регулярная армия ушла, бросив всю артиллерию и ополченцев, которые ещё некоторое время пытались удерживать укреплённый лагерь. Майор 92-го пехотного полка горцев, Джордж Уайт, получил крест Виктории за то, что возглавил финальную атаку и захватил позицию противника с двумя орудиями. Впоследствии он дослужился до звания фельдмаршала и одно время был главнокомандующим в Индии. Британская кавалерия не смогла своевременно выйти на позицию, и из-за этого не смогла начать преследование отступающего противника.
Когда вести об осаде Кандагара достигли Кветты, то решено было отправить на помощь городу те части британской армии, которые охраняли дорогу между Кветтой и Кандагаром. Потребовалось потратить много времени на сбор отряда, поэтому только 25 августа в Чаман прибыла бригада генерала Роберта Фейра, состоящая из одной кавалерийской бригады и двух пехотных. Но вскоре Фрейр понял, что не успеет прийти к Кандагару раньше Робертса, а когда он узнал о снятии осады, то отправил Робертсу телеграмму, в которой спрашивал, стоит ли ему идти к Кандагару, учитывая, что слишком большую армию в Кандагаре будет трудно прокормить. В итоге с санкции Робертса он остановился в 12 милях от Кандагара.
Через 8 дней после сражения небольшой британский отряд посетил Майванд, где захоронил тела всех погибших, обнаружил несколько спасшихся гражданских, а лейтенант Талбот зарисовал поле боя, определив положение бригады Берроуза по расположению стреляных гильз.

### Вывод войск из Северного Афганистана

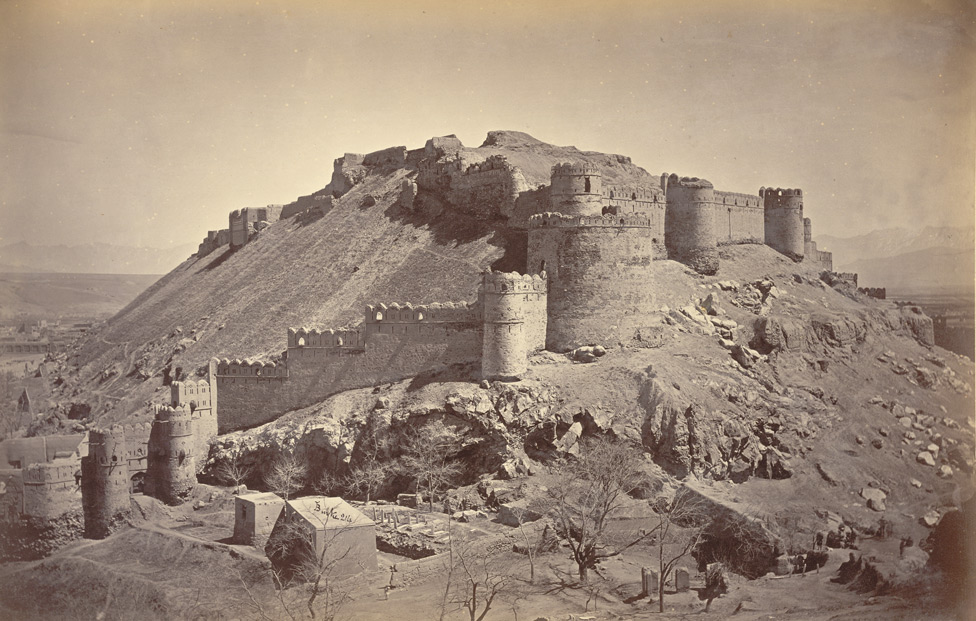
Крепость Бала-Хиссар в Кабуле

Генерал Стюарт, помогая Робертсу в организации похода на Кандагар, одновременно продолжал подготовку к выводу войск из северного Афганистана. 5 августа он написал вице-королю, что подготовка завершена и теперь осталось только передать власть Абдур-Рахману. Лорд Риппон передал это письмо госсекретарю (лорду Хантингтону) в Лондон, добавив от себя, что момент для вывода войск действительно подходящий. Госсекретарь одобрил предложение. Но некоторые сомнения возникли у самого Стюарта, который не доверял Абдур-Рахману. Стюарт не хотел передавать ему укрепления, построенные британцами вокруг Кабула. Он собирался взорвать их, даже не уведомив политического советника, Гриффина. Когда Гриффин выразил своё удивление, Стюарт ответил, что это исключительно военная мера, и что как военный, он не может позволить себе оставить форты, которые в будущем могут быть использованы против британских военных. Гриффин возразил, что вопрос это более политический, и что если у Адбур-Рахмана не будет возможности обороняться против его врагов, что скажется на его авторитете, и в итоге может привести к его свержению. Правительство в Индии не хотело вмешиваться в это спор, но Гриффин проявил упорство, и в итоге Стюарту было велено прислушаться к мнению Гриффина.
11 августа у западных ворот Шерпурского кантонмента Стюарт и Абдур-Рахман впервые встретились друг с другом. Сардар поблагодарил британских генералов за высказанное доверие и вернулся в свой лагерь, а британцы приступили к выводу войск из кантонмента и фортов. Все войска были сведены в дивизию, которую возглавил генерал Хиллс. Эта дивизия состояла из бригад Чарльза Гофа, Хьюджеса и Даунта. В ней было 139 офицеров-британцев и 1961 рядовой-британец, 5331 индиец, 3411 гражданских лиц, 1372 лошади и 2089 верблюдов. Ещё 14 000 человек были выведены с постов между Кабулом и Даккой. К отступающим присоединилось ещё множество индийцев и афганцев, которые не хотели оставаться под властью Абдур-Рахмана. Всего Афганистан покинуло 23 000 военных и примерно 40 000 гражданских лиц. Идти пришлось по безводной местности, под сильным солнцем, что приводило к большим потерям в тягловых животных. Кавалерийская бригада шла в арьергарде, и потом некоторое время стояла в Дакке. 1 сентября все колонны прошли Хайберский проход и кавалерийская бригада отступила в Лунди-Котал, где временно осталась.
Каждая британская часть, выходящая из Хайберского прохода сразу передавалась под управление генерал-майора Хэнкина, командующего Пешаварским дистриктом. Тому было поручено не допускать чрезмерного скопления людей в лагерях между Джамрудом и Пешаваром, и в самом Пешаваре, а по возможности сразу отправлять их за реку Инд. Этими мерами удалось избежать эпидемий в лагерях, и только 9-й пехотный полк, который последним покидал Афганистан, заразился холерой ещё до перехода Инда. Стюарт со штабом оставался в Джелалабаде до 23 августа, после чего проинспектировал Хайберский проход, а 30 августа прибыл в Пешавар, где 31 августа распустил свой штаб, передал остатки своих войск генералу Брайту и отбыл в Шимлу, где лорд Рипон включил его в состав своего Совета. Через несколько дней он узнал, что королева Виктория посвятила его в рыцари Большого Креста ордена Бани за службу в Афганистане.

### Вывод войск из Южного Афганистана
15 октября генерал Робертс сдал командование Южным Афганистаном генералу Фейру и отбыл в Шимлу. 10 ноября Фейр передал командование генерал-майору Хьюму. К концу октября обстановка в Южном Афганистане стабилизировалась. В Кандагаре к тому времени стояла одна кавалерийская бригада и три пехотных (каждая по 10 полков), и с учётом войск на коммуникациях в регионе размещалось примерно 20 000 военных. Между тем всё ещё обсуждался вопрос о судьбе Южного Афганистана. Создавая из него отдельную провинцию лорд Рипон следовал обещаниям, данным губернатору Шир-Али, но майвандские события показали, что Шир-Али не может держать провинцию под контролем. Дискуссии о судьбе Афганистана шли и в Шимле и в Лондоне. Дональд Стюарт и виконт Вулзли были за то, чтобы эвакуировать Южный Афганистан, а герцог Кембриджский и Роберт Нейпир желали сохранения британского присутствия. Генерал Робертс сначала был противником эвакуации, потом сменил точку зрения. Но и внутри каждого лагеря были разные точки зрения: одни предлагали оставить Кветту отступить к «естественной границе Афганистана», цепи гор к западу от Инда, а другие (как Вулзли) предлагали удержать за собой Кветту. Споры длились несколько месяцев и особенно обострились, когда лорд Хартинктон (госсекретарь по делам Индии) уведомил Рипона, что британское правительство считает, что обезопасить себя от России лучше всего защитой Афганистана, а не его разрушением. Ему было велено как можно быстрее вывести войска из Южного Афганистана, с условием, что его новый правитель будет удерживать его самостоятельно, без прямого участия британской армии. Так как Шир-Али явно не годился в правители, то его убедили сложить полномочия. 30 ноября он покинул пост, а 16 декабря уехал в Индию.
После отъезда Шир-Али осталось только два претендента на Южный Афганистан: Аюб-Хан и Абдур-Рахман, и Гладстон склонялся в пользу Аюб-Хана, но разделённый надвое Афганистан мог стать источником проблем для Британии, поэтому было принято решение передать его весь Абдур-Рахману, и как можно скорее. Это решение не понравилось Абдур-Рахману, который ещё не успел утвердиться в Кабуле и не имел сил для контроля Кандагара. Он запрашивал у англичан помощи оружием и боеприпасами, и 27 февраля 1881 года его просьба была выполнена.
Историк Брайан Робсон удивлялся тому, как мало внимания было уделено проблеме принадлежности Герата. Ранее Британию беспокоило положение Герата и она даже воевала из-за него с Ираном в 1856 году, но после того, как переговоры с Ираном по поводу Герата завершились ничем, о Герате забыли, хотя майвандские события показали, что он может быть источником проблем. Аюб-хан ещё был жив и опасен, но англичане готовились к выводу войск, не думая об этой проблеме. Вероятно, они полагали, что сильная афганская власть в Кандагаре сделает Герат менее опасным, или что Абдур-Рахман сможет сам решить эту проблему.
8 февраля 1881 года генерал Хьюм предоставил правительству свой план эвакуации, который был одобрен 24 февраля. Армию предполагалось вывести до 15 марта, а для этого надо было исправить дороги и создать промежуточные лагеря. 9 и 17 февраля Кандагар покинули два обоза с артиллерийскими боеприпасами, только к 21 марта вывоз имущества был завершён, а официальное вступление армии Абдур-Рахмана в Кандагар было назначено на 10 апреля. 1 апреля в город прибыли первые чиновники Абдур-Рахмана, 5 апреля в город вошёл авангард его армии, а 15 апреля Кандагар начали покидать британские части: 11-й пехотный полк и королевская артиллерия. 16 апреля новый губернатор Кандагара, Мохаммад-Хашим-Хан, обсудил последние детали передачи провинции с Сент-Джоном. 21 апреля город покинула последняя британская часть. 27 апреля 1881 года последние британские войска перешли афганскую границу. 23 мая 1881 года генерал Хьюм официально доложил, что все британские войска вернулись в Индию.

## Последствия
Военный историк Генри Ханна писал, что история не знает других двух войн, настолько схожих, как 1-я и 2-я англо-афганские. Обе начались из-за страха перед Россией, в обоих случаях без понимания характера будущей войны, длительности и стоимости. Обе начались с войны против правителя, а закончились войной со всем народом, в обеих имели место инциденты, несовместимые с британскими представлениями о чести и гуманизме. Каждая не достигла своей цели: вместо того чтобы установить в Афганистане власть лояльного к Британии правителя пришлось в первом случае вернуть того самого эмира, с которым война началась, а во втором случае пришлось привести к власти наименее подходящего для этого человека, который наверняка будет склонен более доверять России, чем Британии.
После эвакуации британской армии Абдур-Рахман стал эмиром Афганистана, но ему пришлось бороться за свою власть: в июле 1881 года Аюб-Хан снова подошёл с армией к Кандагару, разбил войска Абдур-Рахмана, и захватил город, но в августе Абдур-Рахман подошёл с армией в 12 000 человек и 22 сентября разбил сторонников Аюб-Хана. Одновременно губернатор афганского Туркестана осадил Герат, что вынудило Аюб-Хана бежать в Иран. В 1888 году он окончательно отказался от борьбы за власть и переехал в Индию, где стал жить на британскую пенсию. Он умер в Лахоре в 1914 году.
Война привела к установлению мира с Афганистаном и появлению более выгодной границы, но испортила отношения между Британией и пограничными афганскими племенами: момандами, афридиями, вазирами и какарами. Мелких столкновений становилось всё больше, пока они не переросли в крупное восстание в 1897—1898 годах. Позже последовало Вазиристанское восстание 1919 года. В целом негативные последствия явно перевешивали выгоды от Гандамакского договора.
Округ Пишин стал единственным территориальным приобретением Великобритании. Хайберский проход и Курамская долина были возвращены Афганистану по решению нового британского правительства.
Англо-афганская война не оказала существенного влияния на военное дело. Картечница Гатлинга использовалась всего несколько раз. Широко использовался телеграф и железные дороги, но они применялись и в предыдущих войнах. Это была первая война, в которой Индийская армия использовала казнозарядные винтовки и униформу цвета хаки, но единственным серьёзным новшеством был гелиограф. К концу войны с его помощью удавалось устанавливать связь на расстоянии до 50 миль. Несмотря на зависимость от погодных условий, он пользовался большой популярностью вплоть до появления радиосвязи. На поле боя Индийская армия использовала ту же стратегию и тактику, что и в начале XIX века, и против недисциплинированных афганских армий она была довольно эффективна. Но расходы на армию оказались неожиданно высоки. В 1879 году лорд Литтон сформировал специальную комиссию для инспекции армии и выработке мер по сокращению расходов. 15 ноября комиссия предоставила ему отчёт в 4 томах, который сейчас является ценным источником информации о состоянии Индийской армии. Комиссия предложила расформировать армии президентств и сформировать единую армию из четырёх корпусов. Этот замысел был реализован только в 1895 году. Предложения по реорганизации транспортной системы армии были реализованы только в 1899 году, а медицинскую службу так и не удалось реформировать до начала Первой мировой войны.

### Потери
По подсчётам полковника Ханны британцы потеряли в Афганистане 40 000 человек, но он не указал, что входит в эту цифру и как она получена. Историк Брайан Робсон писал, что ему не удалось найти официальных отчётов о потерях. В шести основных сражениях войны (Али-Масджид, Пейвар-Котал, Чарасиаб, Ахмед-хель, Майванд и Кандагар) было потеряно 1075 человек убитыми и 682 ранеными. В более мелких столкновениях было потеряно 420 убитыми и 730 ранеными. Так как примерно четверть раненых впоследствии умерла, то всего британская армия потеряла убитыми и умершими от ран 1850 человек. Очень велики были потери от болезней. Из 135 умерших офицеров 67 пали в бою, 64 умерли от болезней, а 4 от несчастного случая. Это значит, что примерно 1800 рядовых умерло от болезней, но это явно заниженная цифра, потому что даже в мирное время в Бенгальской армии от болезней умирали в среднем 1100 европейцев в год. Робсон предположил, что всего от болезней погибло 8000 человек, то есть, примерно 3200 в год. Итого все потери, боевые и небоевые, должны были составить 10 000 человек. Возможно, Генри Ханна учитывает и выбывших из строя по болезни, а эти потери были очень велики, и тогда его цифра даже может быть занижена.
Потери афганской стороны сложно подсчитать даже приблизительно. В шести основных сражениях и при осаде Шерпура они потеряли примерно 5000 человек, а процент умерших от ранений должен был быть гораздо выше, чем у британцев. Потери от болезней могли быть ниже из-за привычки афганцев к своему климату. Так же невозможно выявить, какое именно количество погибших от болезней погибли именно по причине войны, и как война повлияла на смертность среди гражданских лиц.

### Награды

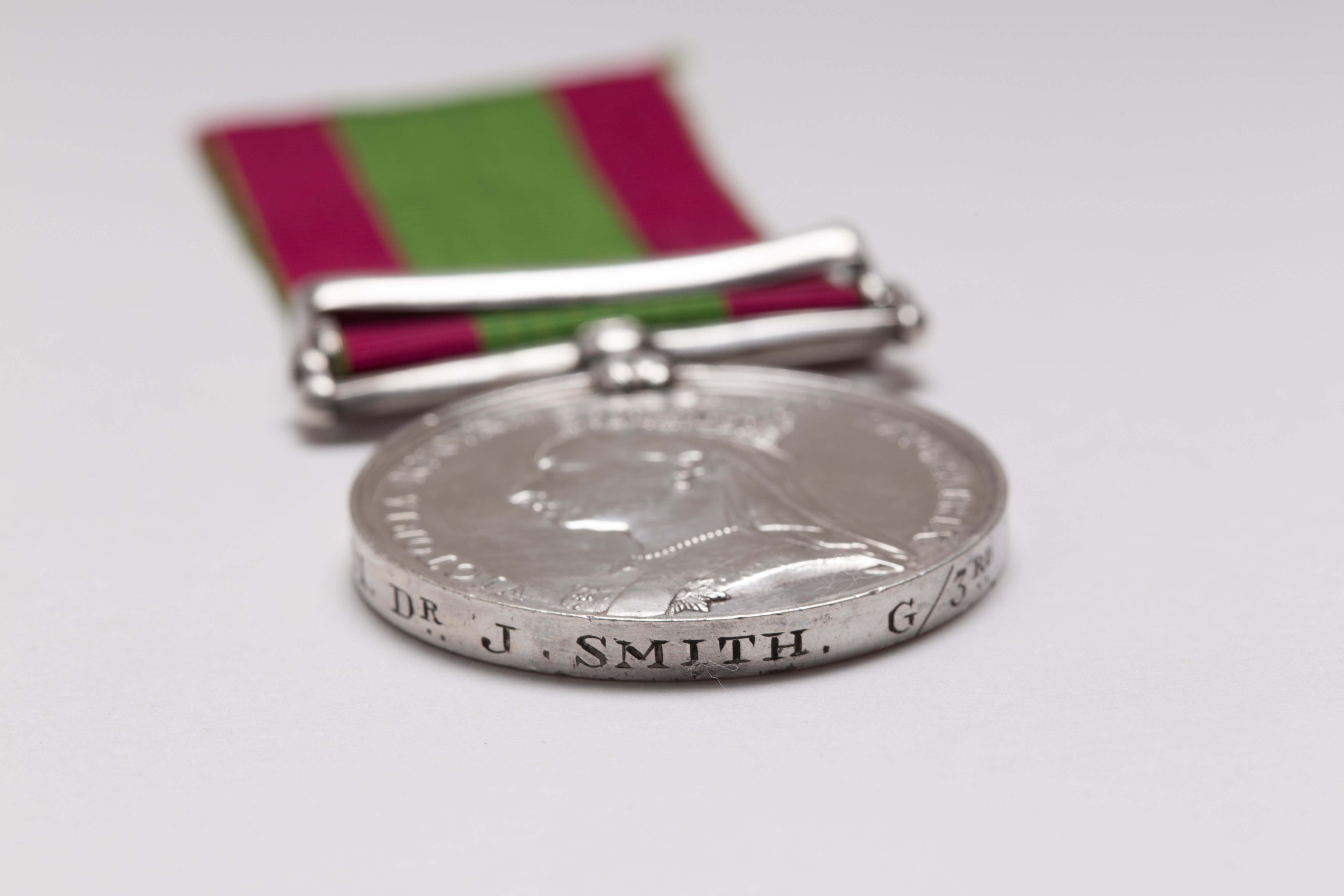
Афганская медаль артиллериста Дж. Смита

За всё время войны 16 человек были награждены Крестом Виктории. Поскольку в то время индийцам не полагалась эта награда, то она могла была присвоена только европейским офицерам. Все, кто принимал участие в боевых действиях в период между 21 ноября 1878 года и 1 сентября 1880 года получили серебряную Афганскую медаль (хотя известны несколько редких бронзовых медалей) с профилем королевы Виктории на одной стороне и группой марширующих солдат и слоном на другой. Медаль крепилась на зелёную ленту с красным кантом. К медалям прилагались планки «ALI MASJID», «PEIWAR KOTAL», «CHARASIA», «AHMED KHEL», «KABUL» и «KANDAHAR» для участников соответствующих сражений. Участники августовского марша Робертса 1880 года из Кабула в Кандагар получили Кабульско-кандагарскую звезду. Она была бронзовой с именем награждённого на реверсе. Лента была раскрашена в цвета радуги по аналогии с медалями первой англо-афганской войны.

## В культуре
В 1978 году была опубликована книга «Далёкие шатры» (The Far Pavilions), которую написала британская писательница индийского происхождения, родственница историка Джона Кея, Мэри Кей. Книга стала бестселлером, а в 1984 году был снят телевизионный мини-сериал.
Некоторые герои рассказов Конан Дойла были участниками этой войны: доктор Ватсон был ранен в сражении при Майванде, а полковник Моран служил в вымышленном 1-м Бангалорском сапёрном полку и участвовал в сражении при Чарасиабе и при обороне Шерпурского кантонмента.
Вторая англо-афганская война и битва при Майванде описаны в историческом романе советского историка Нафтулы Халфина «Победные трубы Майванда» 1980 года.

### Статьи
- Duthie, John Lowe. Pragmatic Diplomacy or Imperial Encroachment?: British Policy Towards Afghanistan, 1874—1879 (англ.) // The International History Review. — Taylor & Francis, Ltd., 1983. — Vol. 5. — P. 475—495. — ISSN 0707-5332.
- Duthie, John Lowe. Lord Lytton and the Second Afghan War: A Psychohistorical Study (англ.) // Victorian Studies. — Indiana University Press, 1984. — Vol. 27. — P. 461—475.
- Johnson, Rob. General Roberts, the Occupation of Kabul, and the Problems of Transition, 1879–1880 (англ.) // War in History. — Sage Publications, Ltd., 2013. — Vol. 20, iss. 3. — P. 300—322.
- Klein, Ira. Who made the Second Afghan War? (англ.) // Journal of Asian History. — Stuttgart: Harrassowitz Verlag[нем.], 1974. — Vol. 8. — P. 97—121.
- Brian Robson. MAIWAND, 27th July 1880 (англ.) // Journal of the Society for Army Historical Research. — Society for Army Historical Research[англ.], 1973. — Vol. 51. — P. 194—224. — ISSN 0037-9700.